# Integration von Zugewanderten
Bei der Integration von Zugewanderten (Migranten) handelt es sich um den Prozess der sozialen Eingliederung der Personen und deren Nachkommen mit Hilfe ganzheitlicher Unterstützungsangebote, die auf den kollektiven Wohlfahrtswerten der Aufnahmegesellschaft basieren. 
Zentrale Aspekte der Integration sind vor allem Sprache, Bildung, Arbeitsmarkt, soziale Partizipation, Werte und Identifikation innerhalb des Ziellandes. Die Thematik umfasst sowohl die Angelegenheiten einzelner eingewanderter Personen in deren Lebensalltag als auch soziokulturelle Phänomene im Gastland als Gesamtgesellschaft. Ebenso kann eine sukzessive Gleichstellung zu anderen Einwohnern in Aufenthalts- und politischen Rechten sowie in der Möglichkeit zur aktiven bürgerschaftlichen Teilhabe und zur Erfüllung bürgerschaftlicher Pflichten darunter gefasst werden.
Im gesellschaftlichen Diskurs geht es seit einiger Zeit oft nicht nur um eine Integration der Einwanderer selbst (Migranten der ersten Generation, „Ausländerintegration“ im engeren Sinne), sondern auch um die der meist schon eingebürgerten oder als Staatsbürger geborenen Nachfolgegeneration(en), die „Integration von Menschen mit Migrationshintergrund“ bzw. „mit Zuwanderungsgeschichte“. Sonderfälle gruppenspezifischer Integration sind etwa die Integration der bereits vor längerer Zeit zugewanderten sprachlich-kulturellen oder ethnischen Minderheiten. Hier spricht man von Integration von Minderheiten, überlappend zur Integration autochthoner (einheimischer) Minderheiten. Bei Arbeitsmigration ist auch die Rede von der Integration ausländischer Beschäftigter, insbesondere bei denen, die sich entschließen, im Beschäftigungsland zu bleiben, wie das in Europa beispielsweise in der Gastarbeiter-Thematik des mittleren 20. Jahrhunderts auftrat.
Ein Spezialfall ist die „Flüchtlingsintegration“, insbesondere bei großen Fluchtbewegungen. Bei geflüchteten Personen, die gemäß der Genfer Flüchtlingskonvention als Flüchtlinge einzustufen sind, ist die Situation im jeweiligen Aufnahmeland insofern anders, als für Migranten im Allgemeinen bestimmte völkerrechtliche Verpflichtungen bestehen, die der Aufnahmestaat mit Blick auf die Integration von Flüchtlingen einzuhalten hat. Im Zuge der europäischen Flüchtlingskrise rückte die Debatte um die Einwanderungs-, Flüchtlings- und Asylpolitik, um die Integration von Flüchtlingen und Migranten im Allgemeinen sowie um die Bleibeperspektive von Menschen mit ungeklärtem oder vorläufigem Aufenthaltsrecht stärker in die gesellschaftliche Aufmerksamkeit.
Manche Länder, die sich selbst traditionell als Einwanderungsländer betrachten, steuern seit Langem die Einwanderung gezielt und bedarfsorientiert, etwa mit einem Punktesystem, um die kulturelle und wirtschaftliche Integration zu regeln und zu begünstigen.

## Historische Entwicklung
Historisch haben sich aus Migrationen, die größere Gruppen betreffen, entweder ethnische Minderheiten in den Aufnahmeländern entwickelt (Segregation, Ghettoisierung), wenn gewisse soziokulturelle Basisfaktoren wie Muttersprache, Religionszugehörigkeit oder Sitten und Gebräuche beibehalten wurden; dann können sich ethnographische und demographische Unterschiede über viele Generationen hinweg halten, teilweise auch mit permanenter oder zumindest phasenweise mangelhafter Integration in das soziale Gesamtgefüge, bis hin zu Unterdrückungs- und Verfolgungsproblematiken auch nach jahrhundertealter Ansässigkeit. In anderen Fällen assimilieren sich die Nachfahren der Migranten in die kulturelle Beschaffenheiten einer Gesellschaft, indem sie ihre Eigenheiten aufgeben, bis die Spuren der Herkunft nur mehr in hochstabilen Identitätsmerkmalen wie dem „landfremden“ Familiennamen. Im Fall einer vollständigen Assimilation wird oft auch der Herkunftsname geändert. Dies kann in Form der Annahme eines landestypischen Namens oder einer weniger „fremdartig“ wirkenden Variante des Ursprungsnamens geschehen. Ferner ist es auch möglich, dass die Migranten und Angehörige (ursprünglich) etablierter Minderheiten teilweise Merkmale ihrer Herkunftskultur beibehalten, aber auch Elemente der Kultur des Aufnahmelandes übernehmen. 
John W. Berry benutzt den Terminus Integration als Gegensatz zu den Begriffen Assimilation, Segregation und Marginalisation.
Zur Integration in vorangegangenen Jahrhunderten siehe beispielsweise: Hugenotten in Berlin#Allmähliche Integration
Zur Integration in West- und Ostdeutschland nach dem Zweiten Weltkrieg siehe beispielsweise: Flucht und Vertreibung Deutscher aus Mittel- und Osteuropa 1945–1950#Integration sowie Geschichte der Juden in Deutschland#Rückkehr aus dem Exil und Heimatloser Ausländer
Zur Geschichte der Flüchtlingsaufnahme in Deutschland siehe: Flüchtlingspolitik (Deutschland)

## Definitionen

### „Zugewanderte“ bzw. „Migranten“ versus „Eingewanderte“
In ihrer im Jahr 2024 veröffentlichten Studie über den Stand der Integration von Eingewanderten in Deutschland reduziert die OECD die Gruppe der von ihr so genannten „Eingewanderten“ bzw. „Migrant*innen“  auf im Ausland Geborene ohne Berücksichtigung der Staatsangehörigkeit vor der Einwanderung. Denn die Staatsangehörigkeit könne sich ändern, der Geburtsort jedoch nicht. Von den Eingewanderten trennt die OECD systematisch in Deutschland Geborene. Diese hätten in der Regel andere Probleme als Migranten im engeren Wortsinn. Von den in Deutschland Geborenen werden Menschen nur dann berücksichtigt, wenn beide Elternteile im Ausland geboren wurden. Bei der Analyse des Integrationsprozesses werden Eingewanderte und in Deutschland Geborene getrennt voneinander analysiert.
In der Studie wird die Benutzung der Begriffe „Migrationshintergrund“ und „Einwanderungsgeschichte“ vermieden. So werden in ihr beispielsweise Enkel von Einwanderern auch dann nicht unter der Kategorie in Deutschland Geborene erfasst, wenn ihre im Ausland geborene Mutter auf dem Weg der Heiratsmigration einen in Deutschland geborenen Mann geheiratet hat (s. o.: „beide Teile im Ausland geboren“).

### „Integration“
In der Wissenschaft besteht keine eindeutige Definition des Begriffs Integration. Im Zusammenhang mit der Migration wird unter „Integration“ meist die soziale Integration (Sozialintegration) verstanden, welche üblicherweise in mehreren Dimensionen betrachtet wird.

#### Soziale Integration versus Systemintegration
Die Integration einzelner Personen (sowohl die auf Zugewanderte und auf sprachlich-kulturelle oder ethnische Minderheiten bezogene Integration als auch die Integration anderer Bevölkerungsgruppen, etwa von Menschen mit Behinderung oder Menschen mit besonderer sexueller Orientierung) äußert sich in Formen der sozialen Integration, also der Integration einzelner Akteure in ein bestehendes System. Das Gegenteil von Integration ist die Ausgrenzung, gruppenbezogen auch Segregation genannt. Man nennt dies auch die Sozialintegration (Integration in die Gesellschaft).
In Abgrenzung zur Sozialintegration wird in den Sozialwissenschaften von der Systemintegration (Integration der Gesellschaft) gesprochen, sofern es um den Zusammenhalt eines sozialen Systems als Ganzes geht, etwa um den Zusammenhalt der Gesamtgesellschaft als Ganzes. Das Gegenteil der (System-)Integration nennt man Desintegration; im Zusammenhang der Migration ist die Rede von Ghettoisierung oder einer Aufspaltung der Gesellschaft in Parallelgesellschaften.

#### Vier Dimensionen der Integration
Die soziale Integration hat viele Aspekte, die üblicherweise als Dimensionen dargestellt werden. Hartmut Esser unterscheidet ebenso wie Friedrich Heckmann vier Dimensionen:
- die Kulturation / kulturelle Integration: im Sinne des Erwerbs von Wissen und Fähigkeiten einschließlich der Sprache,
- die Platzierung / strukturelle Integration: insbesondere im Sinne von Bildungsbeteiligung und Arbeitsmarktbeteiligung,
- die Interaktion / soziale Integration: im Sinne der sozialen Beziehungen im Alltag,
- die Identifikation / identifikatorische Integration: im Sinne eines persönlichen Zugehörigkeitsgefühls zur Gesellschaft.[8][9]

##### Kulturelle Integration
Kulturelle Integration erfolgt durch den Erwerb von Kompetenzen, die für die Kommunikation und das Handeln in der Aufnahmegesellschaft erforderlich sind. Werte, Normen, die Rechtsordnung und Einstellungen der Aufnahmegesellschaft werden erlernt und internalisiert. Hierzu gehört vor allem der Spracherwerb. Die Bildung ethnischer Minderheitenkulturen wäre der Gegensatz zur kulturellen Integration. Divergierende Wertvorstellungen können sich insbesondere bei den Themen religiöse Toleranz und Gleichberechtigung und Rollen der Geschlechter ergeben. Die Rolle der Religion ist im Integrationsprozess ambivalent. Sie vermittelt einerseits Halt, andererseits begünstigt sie Abgrenzung. Bei der kulturellen Integration kommt den Schulen und dem Lehrpersonal eine wichtige Rolle zu.

##### Strukturelle Integration
Die Strukturelle Integration oder Platzierung ist erreicht, wenn Integrationsindikatoren wie die Verteilung der Bildungsabschlüsse, Arbeitslosen- und Transferleistungsquoten etc. in der Gruppe der Zuwanderer ähnlich ist wie in der Gesamtbevölkerung. Mit der Strukturellen Integration oder Platzierung geht auch die Übernahme von Rechten einher. Zeitreihendaten zeigen eine kontinuierliche Verbesserung der strukturellen Integration die teils mehrere Generationen dauert. Hartmut Esser verweist darauf, dass die Platzierung fundamental ist und es ohne diese nur schwer eine soziale und emotionale Hinwendung zur Aufnahmegesellschaft geben kann.

##### Soziale Integration
Die soziale Integration berücksichtigt die sozialen Kontakte und Gruppenmitgliedschaften des Individuums. Betrachtet werden zum Beispiel Vereinsmitgliedschaften, Freundschaften und Heiratsverhalten. Häufig sind für die erste Migrantengeneration Kontakte zu Angehörigen der eigenen Herkunftskultur dominant. Interethnische Kontakte entstehen insbesondere im Bildungswesen und auf dem Arbeitsmarkt. Ebenso wird Sportvereinen häufig eine integrationsfördernde Rolle zugesprochen. Als besonders integrationsfördernd gelten auch partizipative Kunstprojekte, die Flüchtlinge und Migranten mit Gemeinschaften der Aufnahmegesellschaft zusammenführen. Es wird angenommen, dass direkter Kontakt unter Menschen mit und ohne Migrationsgeschichte – zum Beispiel im Rahmen des ehrenamtlichen Engagements – zum Abbau von Vorurteilen und zu besserer Integration beitragen können („Kontakthypothese“).
Kontakte und Beziehungen zu Mitgliedern der Aufnahmegesellschaft gelten als sehr förderlich für die soziale Integration, während die Beschränkung auf die eigene ethnisch-soziale Gruppe und das Entstehen ethnischer Kolonien als von erheblichem Nachteil angesehen wird. Unterdurchschnittlicher Kontakt zu Netzwerken der Aufnahmegesellschaft wirken sich beim Bildungserfolg und bei der Lehrstellen- bzw. Arbeitsplatzsuche negativ aus.

##### Identifikatorische Integration
Bei der identifikatorischen Integration geht es um die subjektiven Gefühle und die Definition der Zugehörigkeit einer Person zur kulturellen oder nationalen Gemeinschaft – um eine Identifikation mit dem Wohnland in grundlegenden Fragen. Friedrich Heckmann bezeichnet diese als "letzte Stufe der Integration". Der Soziologe Wilhelm Heitmeyer betont, dass es für die Integration wichtig ist, dass Menschen sich als anerkannt wahrnehmen. Fühlen sich Zuwanderer sowohl der Aufnahme- als auch der Herkunftskultur zugehörig, wird von hybrider Identität gesprochen. Die Aufnahme- und Herkunftskultur sind dann Teil der Multikollektivität der zugewanderten Person.

#### Integration als Akkulturationsstrategie
Laut dem kanadischen Migrationsforscher John W. Berry ist Integration eine Akkulturationsstrategie, also eine Realisierungsform wie sich Minderheiten (insbesondere Zuwanderer) gegenüber der Mehrheitskultur verhalten. Dabei steht Integration in Opposition zu den anderen Akkulturationsstrategien Assimilation, Segregation und Marginalisierung. Bei der Integration behält ein Migrant Ausprägungen seiner Herkunftskultur bei und unterhält gleichzeitig rege Austauschbeziehungen zur Mehrheitskultur.
Häufig wird berichtet, dass in Deutschland Menschen mit ausländisch klingendem Nachnamen bei der Arbeitssuche oder bei der Wohnungssuche Diskriminierungen erleben. Diese werden mit Rassismus oder ethnischen Vorurteilen in Zusammenhang gebracht.

## Rechtliche Rahmenbedingungen

### Flüchtlinge betreffende Rechtsnormen
Bei Flüchtlingen nach der Genfer Flüchtlingskonvention kommen dem Aufnahmestaat in all diesen Phasen bestimmte Verpflichtungen hinsichtlich der Integration des Flüchtlings zu. Hier sind insbesondere zu nennen: der Zugang zum Arbeitsmarkt des Aufnahmestaates (Artikel 17), der Zugang zum Schulunterricht (Artikel 22), die öffentliche Fürsorge (Artikel 23) und die erleichterte Eingliederung und Einbürgerung (Artikel 34).
Die Erleichterung der Integration von Flüchtlingen ist ebenfalls in Artikel 34 der Richtlinie 2011/95/EU (Qualifikationsrichtlinie) als staatliche Verpflichtung verankert.

## Phasen der Integration
Man kann bei der Integration von drei Phasen sprechen, wie dies auch die deutsche Bundeskanzlerin in ihrer Rede zum 10. Integrationsgipfel deutlich machte: es sind die Phasen von Ankommen, Zuwanderung bis hin zum Zusammenleben. Insgesamt geht es dabei, so die Bundeskanzlerin, um Erstintegration, um Eingliederung, um Zugang zu Bildung, Ausbildung, Arbeitsmarkt, Sport, Kultur, Medien, um Partizipation und um Maßnahmen der Antidiskriminierung.
Die Integration wurde teilweise in mehrere Phasen eingeteilt – etwa
1. das Sprachenlernen,
2. die strukturelle Platzierung im Bildungssystem und auf dem Arbeitsmarkt,
3. die soziale Integration und
4. die emotionale Bindung an das Aufnahmeland.

Eine derart starre Einteilung in verschiedene, voneinander getrennt zu betrachtende Aspekte der Integration ist aber empirisch nicht gestützt, und es sind mehrere Versuche einer Neudefinition für Phasen der Integration unternommen worden.

## Modalitäten der Integration

### Sprachliche Integration
Zur Integration von Zuwanderern gehört die Aneignung der Landessprache in Wort und Schrift. Es werden auch Angebote der Sprachförderung eingesetzt.
Die Bedeutung der Sprachförderung wird beispielsweise in einem Entwurf für ein Integrationsgesetz in Deutschland hervorgehoben, das Minimalanforderungen benennt:
„Für eine erfolgreiche Integration ist der Erwerb der deutschen Sprache zwingende Voraussetzung. Dies gilt auch für die Menschen, die nur für einen kurzen Zeitraum in Deutschland leben werden. Denn auch diese Menschen sollen sich für diesen kurzen Zeitraum integrieren und die gesellschaftlichen Regeln kennenlernen und befolgen. Dafür benötigen sie Kenntnisse der deutschen Sprache. Je früher Integration beginnt, umso erfolgreicher kann sie sein. Lange Phasen der Untätigkeit bergen die Gefahr, dass die hohe Motivation der Menschen ungenutzt verloren geht. Integration auf Zeit ist dabei einer Zeit ohne Integration vorzuziehen. Lediglich bei Menschen aus sicheren Herkunftsstaaten scheint es gerechtfertigt, aufgrund der individuell geringen Bleibewahrscheinlichkeit bis zur Klärung des Status zunächst auf eine Förderung mit dem Ziel der Integration zu verzichten.“
Für die Integration von Migranten und Flüchtlingen, die auf Dauer im Aufnahmeland bleiben wollen (bzw. wahrscheinlich bleiben werden), ist es erforderlich, ihnen Sprachkenntnisse zu vermitteln, die nicht nur allen die erfolgreiche Teilnahme an Alltagsgesprächen, sondern auch dafür fachlich Geeigneten gehobene Schul- und Ausbildungsabschlüsse ermöglichen. Das entspricht mindestens Kompetenzniveau B 2 des Gemeinsamen Europäischen Referenzrahmens für Sprachen. Man geht davon aus, dass der Erwerb von Deutsch als Zweitsprache, vor allem wenn er spät beginnt, auch unter Bedingungen schulischer Förderung fünf bis sieben Jahre bis zur muttersprachenähnlichen Beherrschung dauern kann. Die Nichtbeherrschung der Bildungssprache des Aufnahmelandes, d. h. der Unterrichtssprache an Schulen, stellt ein zentrales Hindernis für die volle Integration von Migranten und Flüchtlingen dar.
In manchen deutschen Bundesländern wird die Niederdeutsche Sprache (das Plattdeutsch) als schulisches Wahlpflichtfach unterrichtet. Bisherige Erfahrungen weisen darauf hin, dass auch der Unterricht in dieser Sprache die Kinder Zugewanderter fördern könnte, da diese merken würden, das deutschstämmige Schüler Plattdeutsch genauso erlernen müssen wie sie selbst. Zweisprachig Aufgewachsenen komme dabei eine bereits erworbene sprachliche Reflexionsfähigkeit zugute. Alternativ können Kinder von Zugewanderten währenddessen Förderunterricht in Deutsch oder muttersprachlichen Unterricht erhalten.
Sprachforscher betonen, dass die Beherrschung der eigenen Muttersprache entscheidend dafür ist, eine neue Sprache schneller und besser erlernen zu können. Sie halten daher auch den muttersprachlichen Unterricht an Schulen für unabdingbar. Zudem gehe es auch darum, dem Schüler die Möglichkeit offenzuhalten, in sein Herkunftsland zurückzugehen und dort zu arbeiten. Ausländer sollten „auf keinen Fall mit ihren Kindern radebrechend Deutsch sprechen, sondern bei der Muttersprache bleiben“. Als ein Beispiel für den muttersprachlichen Unterricht an Schulen wird auch der heute in Schweden übliche Unterricht in der Muttersprache genannt. In Österreich steht die Muttersprachenförderung allen Schülern mit nichtdeutscher Muttersprache oder zweisprachigen Schülern ungeachtet ihrer Staatsbürgerschaft offen. In Nordrhein-Westfalen besteht für Kinder mit Zuwanderungsgeschichte ein Unterrichtsangebot in den am meisten gesprochenen Herkunftssprachen. Insgesamt bieten zehn deutsche Bundesländer an ihren Schulen staatlich finanzierten und organisierten Arabischunterricht an. Vormals gab es auch in Bayern muttersprachlichen Ergänzungsunterricht.
In Deutschland ist Sprachunterricht ein Teil des Integrationskurses. Die Arbeitsagentur Westmecklenburg teilte mit, dass von den 1497 angemeldeten Teilnehmern für Deutschkurse, die für Flüchtlinge 2015/2016 angeboten wurden, nur 716 diese bis zum Schluss besucht hätten. Das Magazin „Fakt“ des Mitteldeutschen Rundfunks zieht daraus den Schluss, dass diese Quote auch für andere Arbeitsagenturen zutreffen dürfte und dass daher ein Großteil der 300 Millionen Euro, die 2016 für Deutschkurse für Flüchtlinge investiert wurden, „verpufft“ seien. Der Bundesrechnungshof monierte im März 2017, dass bundesweit „ungefähr bis zur Kursmitte nur noch 43 Prozent der angemeldeten Kursteilnehmer anwesend waren.“
In Österreich sieht eine Integrationsvereinbarung von 2003 vor, dass Migranten zwei Jahre nach ihrer Einreise Sprachkenntnisse auf dem Kompetenzniveau A 2 des Gemeinsamen Europäischen Referenzrahmens für Sprachen nachweisen können sollen.

### Integration durch Bildung
Bildung gilt als „der Schlüssel für die Teilhabe am wirtschaftlichen, kulturellen und gesellschaftlichen Leben“. Mit der Gestaltung der Integration von Zugewanderten im Bildungssystem befasst sich die Interkulturelle Pädagogik.
Einer Recherche des Mediendienst Integration von 2016 zufolge gleichen sich in Deutschland die Schulabschlüsse der Schüler mit Migrationshintergrund (also Zugewanderte oder deren Nachkommen) denen der Schüler ohne Migrationshintergrund an. Nach wie vor beenden Schüler mit Migrationshintergrund die Schullaufbahn im Durchschnitt jedoch mit niedrigeren Abschlüssen: Die Abiturientenquote liegt bei 17 % (bei 23 % bei Schülern ohne Migrationshintergrund). Der Anteil der Schulabbrecher liegt bei 12 % (5 % bei Schülern ohne Migrationshintergrund).

#### Schulische Integration
Das Mercator-Institut für Sprachförderung und Deutsch als Zweitsprache (Universität Köln) beschreibt fünf Modelle, nach denen zugewanderte Kinder und Jugendliche in den Schulbetrieb integriert werden können: Im (1.) submersiven Modell nehmen die Schüler entsprechend ihrem Leistungsvermögen am Regelunterricht teil und erhalten zusätzlich gezielte und differenzierte Förderangebote. Im (2.) integrativen Modell werden die Schüler in eine reguläre Klasse eingeschult und erhalten lediglich additive Sprachförderung als Eingliederungshilfe. Im (3.) teilintegrativen Modell erfolgt die reguläre Unterrichtsteilnahme nur in bestimmten Fächern, in anderen Fächern findet Unterricht in Sonderklassen statt. Im (4.) parallelen Modell findet der Unterricht in vollem Umfang in separaten Klassen statt, zumeist für ein Schuljahr. Außer im (5.) parallelen Modell mit Schulabschluss, bei dem die segregative Beschulung bis zum Ende der Schulzeitpflicht erfolgt. Letzteres Modell hat die schlechtesten Auswirkungen auf die Integration.
In der BRD wurde die Umsetzung der Integration ins Bildungssystem ab den 1960er-Jahren als Ausländerpädagogik bezeichnet. Sie war charakterisiert durch eine Defizitorientierung, die die Herkunftskulturen der Schüler und den angeblich traditionalistischen Einfluss der Elternhäuser problematisierte. Pädagogische Maßnahmen sollten einerseits kompensatorisch wirken, andererseits auch die Rückkehrbereitschaft forcieren. Der Soziologe Peter Kühne sah 1980 die schulische Integration durch eine Reihe störender Sozialisationsbedingungen behindert. Er benannte dazu etwa Diskrepanzen zwischen der häuslichen und schulischen Wertevermittlung und entsprechenden Erziehungsmaßnahmen, Kommunikations- und Akzeptanzprobleme untereinander und eine entsprechende Gettobildung im Freizeitbereich, aber auch eine Überforderung der Jugendlichen durch kulturellen Parallelunterricht und oft fehlende spezielle Kompetenzen der ausbildenden Lehrkräfte.
Ab Ende der 1980er-Jahre wurde diese kulturalisierende Grundhaltung der Ausländerpädagogik zunehmend kritisiert und es vollzog sich in der BRD der Wandel zur Interkulturellen Pädagogik. Nunmehr steht eine Pädagogik im Mittelpunkt, welche die Kulturen aller beteiligten Akteure wertschätzen soll und die zugewanderten Schüler nicht mehr als „Sonderproblem“ erachtet, sondern das gesamte System Schule fokussiert. Die pädagogischen Konzepte gehen mit einer allmählichen Kompetenzentwicklung der Lehrkräfte einher und agieren situativ und ergebnisoffen.
Schon 1980 verwies Kühne darauf, dass sozialintegrative Wirkungen nicht schon durch das Beieinandersein quasi „von selbst“ entstehen, sondern auch curricular fundiert und unterrichtsmethodisch sachkompetent thematisiert, reflektiert und praktiziert werden müssen, um gegenseitige Fremdheitsgefühle und Überlegenheitsdenken abbauen zu können. Als didaktische Zielvorstellung sah er die Aufgabe, die Heranwachsenden im für sie oft verwirrenden Widerstreit der Kulturen eine eigene Identität und ein verträgliches, wertebasiertes Normengefüge finden zu helfen.
Die Didaktiker Anita Rudolf und Siegbert Warwitz sehen die größten Chancen der schulischen Integration in einer konsequenten Umsetzung des fächerübergreifenden Projektgedankens. Er ermöglicht die erforderliche gründliche thematische und didaktische Aufarbeitung des Problemfeldes. Sie untermauern diese Vorstellung mit sechs Thesen, in denen sie etwa auf die Komplexität des Vorhabens und die entsprechende Notwendigkeit eines interdisziplinären Zugriffs, auf das Einbeziehen entsprechender Fachkompetenzen und ihrer Kooperation oder auf das Einbringen einander ergänzender Lehrmethoden und das Aktivieren unterschiedlicher Lernpotenzen im Sinne des Mehrdimensionalen Lernens hinweisen.
In ähnlicher Weise stellt sich auch der Pädagoge Erich Renner die Gestaltung des Schulbetriebs mit Integrationsauftrag vor: Die Bildungseinrichtung Schule sollte nach seiner Auffassung im Sinne der gesellschaftspolitisch wichtigen Integrationsaufgabe zu einer „Schule der sozialen und kulturellen Begegnung“ werden.

### Integration in den Arbeitsmarkt
Die Arbeitsmarktintegration gilt als ein entscheidender Aspekt der Integration, da die Erwerbstätigkeit der Sicherung des Lebensunterhalts dient. Es sind jedoch die rechtlichen Voraussetzungen je nach Aufenthaltsstatus zu berücksichtigen. Beispielsweise ist für bestimmte Visa, die eine Einreise zu Erwerbszwecken gestatten, ein Mindestverdienst erforderlich (etwa bei der Blauen Karte EU).
In Deutschland waren 2015 zugewanderte EU-Bürger und Zuwanderer aus Drittstaaten mit einem Aufenthaltstitel zu Erwerbszwecken zu jeweils rund 75 Prozent erwerbstätig. Unter Asylbewerbern und Flüchtlingen lag der Anteil bei rund 55 Prozent (Stand: Mitte 2015), kurzfristig auch erheblich niedriger.
Eine schnelle Integration von Neuankömmlingen in den Arbeitsmarkt und allgemeiner die Vermeidung von Passivität heben Herfried und Marina Münkler in ihrem 2016 erschienenen Buch Die neuen Deutschen als die wichtigsten Forderungen an die deutsche Integrationspolitik hervor.
Da der Arbeitsmarktzugang und das Streben nach einer qualifikationsadäquaten Arbeit oft an unklaren Zuständigkeiten bei der Anerkennung ausländischer Berufsabschlüsse scheitert, wurde 2012 das Gesetz zur Verbesserung der Feststellung und Anerkennung im Ausland erworbener Berufsqualifikationen (sog. "Berufsanerkennungsgesetz") verabschiedet. Zur Umsetzung dieses Gesetzes wurde 2015 das IQ-Netzwerk gegründet.
Beim Triple-Win-Projekt werden ausländische Pflegefachkräfte und ihre Arbeitgeber in Deutschland von der Deutschen Gesellschaft für Internationale Zusammenarbeit (GIZ) und der Zentralen Auslands- und Fachvermittlung (ZAV) der Bundesagentur für Arbeit sowohl bei der Vorbereitung des Auslandsaufenthalts in Deutschland als auch bei der Integration vor Ort in Deutschland begleitet. Dies umfasst insbesondere Hilfe bei der Visabeantragung und bei der Anerkennung von Berufsqualifikationen. Das Projekt wird auf Basis von Vermittlungsabsprachen der ZAV mit den Arbeitsverwaltungen bestimmter Partnerländer durchgeführt.
Die Europäische Union unterstützt Mitgliedstaaten bei der Entwicklung und Stärkung ihrer Integrationspolitik. Zu nennen sind ihre Neue Agenda für Kompetenzen (New Skills Agenda) und ihr Aktionsplan für die Integration von Drittstaatsangehörigen. Erstere umfasst zehn Schlüsselmaßnahmen, darunter das „EU-Instrument zur Erstellung von Kompetenzprofilen für Drittstaatsangehörige“ zur Erstellung von Kompezenzprofilen durch in den Bereichen Bildung, Beschäftigung, Migration und Integration aktive Organisationen und Behörden.

#### Berufliche Integration von Flüchtlingen
Der Zugang von Ausländern zur beruflichen Bildung hängt vom Aufenthaltsstatus ab, wie im Folgenden näher erläutert wird.
Bei Flüchtlingen wird in Deutschland unterschieden zwischen Asylbewerbern, (anerkannten) Flüchtlingen und Geduldeten. Alle anerkannten Flüchtlinge dürfen einer Beschäftigung nachgehen; Asylbewerber und Geduldete müssen zunächst eine Frist von 3 Monaten abwarten und die Zustimmung der Arbeitsagentur einholen, ehe sie eine Arbeitsstelle annehmen können. Von dieser Prüfung sind allerdings Maßnahmen innerhalb der Berufsausbildung oder z. B. Praktika ausgenommen. Asylbewerber mit Aufenthaltsgestattung unterliegen nach § 61 Abs. 2 AsylG einem zeitweiligen absoluten Arbeitsverbot; nach Ablauf des Arbeitsverbots ist ggf. die Vorrangprüfung zu beachten. Auch Geduldeten kann für die Dauer der Duldung die Aufnahme einer Beschäftigung gestattet werden.
Einer OECD-Studie aus dem Jahr 2016 zufolge waren in Deutschland seinerzeit über 70 Prozent der hochqualifizierten Flüchtlinge nicht ihrer Qualifikation entsprechend beschäftigt, mehr als in den meisten Staaten Europas (Stand: 2016). Diese Quote hat sich bis 2021 nicht verringert. Arbeitssuchende Flüchtlinge sind nicht notwendigerweise in der Kategorie „Erwerbslose“ erfasst. So waren im Januar 2017 nur 40 % der bei der Bundesagentur für Arbeit (BA) als arbeitssuchend gemeldeten Flüchtlinge als arbeitslos erfasst. Zwar wird jeder, der eine Beschäftigung als Arbeitnehmer sucht und das der BA meldet, als „arbeitssuchend“ eingestuft, wer allerdings dem Arbeitsmarkt nicht unmittelbar zur Verfügung steht – etwa, weil er an einem Sprach- und Integrationskurs, einem Praktikum, einer Weiterbildung oder einer arbeitsmarktpolitischen Maßnahme wie z. B. einer Arbeitsgelegenheit teilnimmt oder einem Beschäftigungsverbot unterliegt –, gilt nicht als arbeitslos.
Bei Bemühungen um die Integration junger Flüchtlinge kam es vor allem in der Phase der stärksten Zuwanderung während der Flüchtlingskrise in Deutschland 2015/2016 häufig zu Enttäuschungen sowohl seitens der Flüchtlinge als auch seitens der gesellschaftlichen Akteure, die sich um ihre Integration bemühen. Bei 11 % der Flüchtlinge fehlte es gänzlich an einer Schulbildung, und die Erwartungen der jungen Menschen, schnell ins Berufsleben einsteigen oder eine Ausbildung absolvieren zu können, stellten sich mitunter als Illusion heraus.
Eine bundesweite Arbeitgeberinitiative richtet sich ausdrücklich an die Gruppe der „geflüchtete[n] Menschen mit guter Bleibeperspektive“. Ihnen wird (neben „Altbewerbern“, Langzeitarbeitslosen und Beschäftigten in einer Werkstatt für behinderte Menschen) auf der Grundlage des § 69 des Berufsbildungsgesetzes die Chance geboten, in verschiedenen Modulen Teilqualifikationen zu erwerben, die auf anerkannte Ausbildungsberufe bezogen sind. Allerdings setzen viele Ausbildungsgänge die Beherrschung eines relativ hohen Sprachniveaus voraus.
In den 2010er-Jahren nahmen in Deutschland viele Geflüchtete eine Erwerbstätigkeit oder Ausbildung in der Baubranche auf; vor allem langfristig wird in der Branche ein Potenzial für die Arbeitsmarktintegration von Flüchtlingen gesehen.
Arbeitgebernahe Kreise haben geäußert, dass das Bildungsniveau (also nicht nur das Niveau der Sprachkenntnisse) von Flüchtlingen lange Zeit „schöngeredet“ worden sei und dass die Vermittlung der meisten von ihnen auf dem Ersten Arbeitsmarkt viel Arbeit erforderlich mache. Weitere Probleme aus Arbeitgebersicht entstehen, wenn eingestellte Flüchtlinge abgeschoben werden und dadurch kurzfristig Arbeitskraft verlorengeht.
In Österreich ist ein uneingeschränkter Arbeitsmarktzugang nur für anerkannte Flüchtlinge oder subsidiär Schutzberechtigte möglich.

### Integration durch Teilhabe am öffentlichen Leben
Ein Faktor der Integration ist die Teilnahme am öffentlichen Leben, so auch am Öffentlichen Nahverkehr. Während in Deutschland, Österreich oder der Schweiz bereits Kindergärten in die Regeln des Verkehrsumgangs einführen, fehlen Neuankömmlingen aus verschiedenen Ländern mitunter elementare Voraussetzungen für eine partnerschaftliche sichere Teilnahme am öffentlichen Verkehrsleben. Diese Lücke versuchen seit einigen Jahren ehrenamtliche Initiatoren der Jugendverkehrsschulen zu schließen, indem sie spezielle Kurse anbieten, in denen sich Interessierte jeden Alters unter sachkundiger Anleitung zu verhaltenssicheren Fußgängern und Radfahrern ausbilden lassen können.
Migrantenselbstorganisationen spricht das Bundesfamilienministerium bei der Integration eine „Brückenfunktion“ zu.

#### Integration durch Sport
Sportvereinen wird eine besonders integrationsförderliche Rolle nachgesagt, da dort nahezu selbstverständlich interkulturelle soziale Kontakte entstehen und sich festigen. Sport ist bei Personen mit Migrationshintergrund – ebenso wie bei Personen ohne Migrationshintergrund – die beliebteste Freizeitbeschäftigung in Deutschland. Sportvereine wirken jedoch nicht automatisch integrativ. So hemmen zum Beispiel institutionelle Barrieren wie Trägheit, Traditionsgebundenheit und Homogenitätsbestrebungen der Sportvereine ihre prinzipielle Offenheit. Personen mit Migrationshintergrund sind in Deutschland seltener Mitglied in Sportvereinen als Personen ohne Migrationshintergrund. Laut einer in der Schweiz durchgeführten Studie kann ein ausländisch klingender Name, aber auch ein Name, der für eine andere Sprachregion im eigenen Land typisch ist, ein Hindernis sein, um in einen Sportverein aufgenommen zu werden.
Der Deutsche Olympische Sportbund engagiert sich mit dem Programm Integration durch Sport für die Integration in die Gesellschaft ebenso wie für die Integration innerhalb der Strukturen des organisierten Sports.

#### Politische Partizipation
Ein Recht auf (volle) politische Partizipation erhalten zugewanderte Ausländer zumeist durch eine Einbürgerung. Innerhalb der EU haben aber auch Ausländer ein (begrenztes) politisches Mitspracherecht (siehe Ausländerstimm- und -wahlrecht); daneben können sie meist in ihrem Herkunftsland an nationalen Wahlen teilnehmen. Auch Staatsbürger können allerdings von Wahlen ausgeschlossen werden: So gesteht Großbritannien ihren expatriates, die mehr als 15 Jahre im Ausland gelebt haben, kein Wahlrecht bei nationalen Wahlen zu, wobei diese Regel politisch immer wieder zur Debatte steht.

### Identifikation
Als Präsident des Deutschen Bundestages hob Wolfgang Thierse wiederholt hervor, dass von einem Zuwanderer nicht verlangt werde, seine kulturelle Herkunft zu verleugnen. Er müsse aber die Grundwerte der Verfassung und der demokratischen Regeln akzeptieren. Zugleich betonte er die Bedeutung des Erwerbs der Landessprache.
Harry Nutt betont in seiner Rezension von Emilia Smechowskis Buch Wir Strebermigranten vor allem die Bedeutung der „gesellschaftlichen Aufstiegserfahrung, die seit jeher der größte Motor einer sozialen Integration in modernen Gesellschaften war“.

## Weitere Aspekte von Integration

### Diversity in Unternehmen und Institutionen
In Unternehmen kommen bezüglich des Umgangs mit nationaler und ethnischer Vielfalt Kosten-Nutzen-Überlegungen zum Tragen.
Zudem bestehen Förderprogramme, mit denen die Integration im Arbeitsmarkt gefördert werden soll. So unterstützt die deutsche Bundesregierung mit dem Förderprogramm Integration durch Qualifizierung die Integration von Menschen mit Migrationshintergrund in den Arbeitsmarkt.
Im Zusammenhang mit Diversity Management wird seitens Menschenrechtsorganisationen einerseits und Betrieben andererseits bisweilen das Bestreben genannt, verstärkt Maßnahmen zur Gleichstellung von Migranten in der Arbeitswelt, zur Sensibilisierung für Diskriminierung und zur Förderung der Akzeptanz von Vielfalt zu ergreifen.

### Unterstützung für Familien
In der Arbeit mit sozial Benachteiligten werden Angebote, die mit Hausbesuchen (sog. Geh-Strukturen) verbunden sind, als besonders niederschwellige Hilfen angesehen. Im Zusammenhang mit Hilfen für Familien mit Migrationshintergrund mit Kindern im Vorschulalter sind unter anderem folgende Angebote:
- PAT - Parents as Teachers/Mit Eltern lernen,
- Stadtteilmütter,
- Opstapje – Schritt für Schritt (Zielgruppe: 0–3 Jahre[80]),
- HIPPY (Home Instruction for Parents of Preschool Youngsters) (Zielgruppe: 3–6 Jahre[80]),
- Rucksack KiTa (Zielgruppe: 4–6 Jahre).[81]

Im Gegensatz dazu sprich man von Komm-Strukturen, wenn die Angebote außerhalb der eigenen Wohnung aufzusuchen sind – sei es in Schulen oder Tagesstätten, sei es in anderen sozialen Einrichtungen.
Zur Förderung der schulischen Leistungen von Kindern und Jugendlichen aus sozial benachteiligten Familien im Allgemeinen siehe auch: Kompensatorische Erziehung.

### Schließung der „Vergesellschaftungslücke“ älterer Migranten
Voraussichtlich wird sich der Anteil der 65-Jährigen und Älteren in der Migrantenbevölkerung in Deutschland von 8,4 Prozent (im Jahr 2007) bis zum Jahr 2032 auf 15,1 Prozent erhöhen, und die absolute Zahl der Älteren mit Migrationshintergrund wird vermutlich von ca. 1,4 Millionen (im Jahr 2007) auf ca. 3,6 Millionen (im Jahr 2032) ansteigen.
Ein grundsätzliches Problem, das auf Menschen zukommt, die aus dem Erwerbsleben ausscheiden, liegt darin, dass bei ihnen eine „Vergesellschaftungslücke“ entstehen kann. „Vergesellschaftung“ wird von Wolfgang Clemens als Prozess verstanden, „in dem Menschen durch gesellschaftliche Strukturen und Programme zum Handeln angeregt, herausgefordert und damit engagiert werden“. Bei Rentnern erfolge die soziale Integration nicht mehr über die Erwerbsarbeit, sondern beschränke sich auf eine Vergesellschaftung über Familie, soziale Netze, Freizeit und Konsum. Anders als für alle anderen Altersstufen halte die Gesellschaft für das (hohe) Alter keine typischen Regularien (wie den Kindergarten- und Schulbesuch, die Berufsausbildung und -ausübung sowie die Betreuung eigener Kinder) bereit, sondern Alter müsse individuell gestaltet werden.
Nach dem Wegfall der Erwerbstätigkeit verschärfen sich bei vielen Menschen mit Migrationshintergrund Integrationsdefizite, zumal bei einem durchschnittlich geringen Alterseinkommen Chancen zur Teilhabe über den Konsum stark reduziert sind. Laut einer Studie aus dem Jahr 2013 sind in Deutschland 41,5 Prozent der über 65-Jährigen ohne deutsche Staatsangehörigkeit von Armut bedroht (bei den Gleichaltrigen deutscher Staatsangehörigkeit sind es 13,3 Prozent).
Mit der Situation alternder Menschen mit Migrationshintergrund befasste sich 2007 bis 2009 das Projekt AAMEE (Active Ageing of Migrant Elders across Europe) des Ministeriums für Gesundheit, Emanzipation, Pflege und Alter des Landes Nordrhein-Westfalen. Im selben Jahr stellte das deutsche Ministerium für Familie, Senioren, Frauen und Jugend zur Situation von älteren Menschen mit Migrationshintergrund in Deutschland zusammenfassend fest:
- Zur Entberuflichung des Alters ist zu sagen, dass ältere Migranten ihre Berufstätigkeit häufiger früher aufgeben als deutsche Staatsangehörige;
- eine Feminisierung des Alters trifft nicht zu, da Männer in der Altersgruppe der 40- bis 60-Jährigen und ab 60-Jährigen häufiger vertreten sind als Frauen; dieser Männerüberschuss resultiert aus der Anwerbepolitik der 1960er/70er Jahre;
- hieraus ergeben sich Folgen für die Singularisierung des Alters;
- ältere Migranten leben häufiger als gleichaltrige deutsche Staatsangehörige in Ein-Personen-Haushalten;
- Hochaltrigkeit bei Migranten ist noch selten, allerdings nimmt ihr Anteil zu; zudem führen die schlechteren gesundheitlichen Ausgangsbedingungen und das geringere Ausmaß an ökonomischen Kompensationsressourcen zu einem höheren und früher eintretenden Hilfe- und Pflegebedarf.[87]

Kontraproduktiv im Hinblick auf die Integration von Migranten sei, so das Ministerium, „eine Wiederbelebung der Ethnizität im Alter“.

### Geschlechtsspezifische Aspekte
Wie Terre des Femmes hervorhebt, sind auch zahlreiche in Deutschland lebende Mädchen von Genitalverstümmelung bedroht. Die Prozedur werde meist durch Frauen aus dem Heimatland ausgeführt, und zwar nur selten oder gar nicht in Deutschland, sondern vielmehr während eines Heimaturlaubes oder in anderen europäischen Städten wie Paris oder Amsterdam. Derzeit (Stand: Mitte 2017) seien in Deutschland 58.000 Frauen betroffen und weitere 13.000 gefährdet, deutlich mehr als ein Jahr zuvor mit 48.000 Betroffenen und 9.000 Gefährdeten. In Deutschland ist die weibliche Genitalverstümmelung seit 2013 ein Straftbestand und seit 2015 ein Auslandsstraftatbestand.
Die männliche Beschneidung hingegen ist in Deutschland nicht gesetzeswidrig, wenn sie ein Arzt mit Einwilligung der Eltern unter Vollnarkose ausführt (§ 1631d Absatz 1 BGB); ist das Neugeborene unter 6 Monate alt, kann der Ausführende auch eine von einer Religionsgemeinschaft dafür vorgesehene Person mit besonderer Ausbildung sein (§ 1631d Absatz 2 BGB). Die Frage der Beschneidung der Söhne stellt sich auch in manchen gemischt-kulturellen Familien und berührt gegebenenfalls Fragen der religiösen und kulturellen Identität.
Bundesweites Aufsehen rief der Tod einer 34-Jährigen am 13. Juli 2021 hervor, deren zwei Brüder des Mordes verdächtigt wurden. Der Psychologe Ahmad Mansour wies in diesem Zusammenhang darauf hin, dass Vorstellungen zur Sexualität in den Herkunftsländern zahlreicher Flüchtlinge patriarchalisch geprägt sind. Als Reaktion auf die großen Unterschiede zu der westlichen Aufnahmegesellschaft, insbesondere auf die Gleichberechtigung der Frau und ihre sexuelle Selbstbestimmung bezogen, komme es teils zu einer Ablehnung der westlichen Gesellschaft bis hin zu einer Verachtung der Gesellschaft und ihrer Werte. Mansour erklärte, bestehende Probleme bei der Integration von Migranten würden in der Gesellschaft kaum wahrgenommen. Insbesondere die Unterdrückung von Frauen durch patriarchalische Strukturen werde ausgeblendet. Er betont den notwendigen Schutz von Frauen durch die Gesellschaft. Terre des Femmes rief dazu auf, Integrationslücken zu schließen und Präventionsmaßnahmen gegen Gewalt im Namen der Ehre zu treffen. „Ehrenmorde“ seien die „Spitze des Eisberges“ einer oft langjährigen Unterdrückung und Zwangsverheiratung von Mädchen und Frauen, die in Deutschland nicht in Zahlen erfasst sei. Bei der Beschneidung der Freiheiten der Frauen gehe es um „die absolute Kontrolle der weiblichen Sexualität“.
Geschlechtsspezifische Diskussionen zu kultureller Integration betreffen unter anderem Zwangsehen und arrangierte Ehen sowie kulturell bzw. religiös bedingte Bekleidungspraktiken (siehe hierzu auch: Burkini, Kopftuchstreit).

### Zugang zu sozialen Leistungen
Ansprüche, die im Rahmen von Einzahlungen in die Sozialsysteme in einem Land erworben wurden – beispielsweise durch Beitragszeiten erworbene Rentenansprüche – sind je nach zwischenstaatlichen Übereinkommen in ein anderes Land übertragbar (zum Beispiel werden Leistungen der deutschen gesetzlichen Rentenversicherung, auf die eine Anwartschaft erworben wurde, auch ins Ausland ausbezahlt).
Andererseits kann im Allgemeinen der Zugang von Zugewanderten zu Leistungen des Sozialstaats eingeschränkt sein. Solche Einschränkungen gelten auch für innerhalb der EU einreisende EU-Bürger. Eine solche Einschränkung des Prinzips der Inklusion ist nach Auffassung des Ökonomen Hans-Werner Sinn unumgänglich, wenn einerseits der Sozialstaat und die Freizügigkeit innerhalb der EU aufrechterhalten, andererseits aber künstliche Anreize für die Migration vermieden werden sollen.

## Gesellschaftlicher und politischer Kontext
Einwanderung steht im Zusammenhang mit dem Entstehen von ethnischen, nationalen, sprachlichen und religiösen Minderheiten.
Wirtschaftlich betrachtet wird die Migration auch im Zusammenhang mit der demografischen Entwicklung und einem eventuellen Fachkräftemangel gesehen. Dabei wird unter anderem von Brain-Gain einerseits und den gesellschaftlichen und wirtschaftlichen Kosten der Integration andererseits gesprochen.

### Länderübergreifende Studien
Der Migrant Integration Policy Index dient der Bewertung der Integrationspolitik für Migranten in allen EU-Staaten und drei weiteren Nicht-EU-Staaten anhand feststehender Kriterien.
Als „länderübergreifend“ können auch die oben erwähnten Studien der OECD eingestuft werden, da ungefähr zeitgleich ähnliche Studien über die Verhältnisse in anderen Mitgliedsstaaten der OECD veröffentlicht wurden und da die Studie über Deutschland in Form von Ländervergleichen auf die Ergebnisse dieser Studien zurückgreift.
Zum Kontext der OECD-Studie 2024 gehört das verbreitete Vorurteil, wonach „Ausländer nur nach Deutschland kommen, um den Sozialstaat auszunutzen.“ Laut der Leipziger Autoritarismus-Studie (2018) stimmten 35 % der Deutschen dieser These teilweise oder voll zu; ebenfalls 35 % lehnten demnach 2018 die These teilweise oder vollständig ab, 30 % waren unentschieden. Vor allem bei der Errichtung von Flüchtlingsunterkünften sei es immer wieder zu lokalen Debatten gekommen.
Die Studie führt mehrere Argumente gegen die Topoi der „Einwanderung in die Sozialsysteme“ und der „mangelnden Brauchbarkeit Eingewanderter für die deutsche Wirtschaft“ an:
- Die Erwerbstätigenquote der Einwanderungsbevölkerung beträgt in Deutschland derzeit 70 % – das ist mehr als in den meisten anderen EU-Vergleichsländern und der höchste bisher erreichte Wert. Die Einwanderung von 11 Millionen Menschen im erwerbsfähigen Alter in Deutschland hat die Verschärfung des Fachkräftemangels abgemildert. (S. 9)
- Die Anerkennung hochwertiger ausländischer Bildungsabschlüsse wurde zwischen 2014 und 2024 erheblich erleichtert (S. 12).
- Fast zwei Drittel der Eingewanderten im erwerbsfähigen Alter, die seit mindestens fünf Jahren in Deutschland leben, geben an, fortgeschrittene Deutschkenntnisse zu besitzen. Dieser Anteil ist zwar etwas niedriger als in der übrigen EU, dafür sind in Deutschland aber besonders deutliche Verbesserungen bei den Sprachkenntnissen der Eingewanderten zu verzeichnen. Dabei ist der „Wettbewerbsnachteil“ Deutschlands im Vergleich zu langjährigen Kolonialmächten zu berücksichtigen, der dadurch deutlich wird, dass nur relativ wenige Einwanderer in Deutschland bei ihrer Einreise die deutsche Sprache auf muttersprachlichem Niveau beherrschten.  (S. 12 f.) Nach fünf Jahren Aufenthalt sprechen mehr als vier Fünftel der Eingewanderten mit ursprünglich mittlerem Sprachniveau fließend Deutsch  (S. 13)  Mehr als die Hälfte aller Eingewanderten im erwerbsfähigen Alter hat einen Sprachkurs besucht oder nimmt derzeit an einem solchen Kurs teil. Nur in Luxemburg und den nordischen Ländern ist dieser Anteil höher. (S. 14)

Die Bildungsbenachteiligung von Kindern eingewanderter Eltern und besonders selbst eingewanderter Kinder im Vergleich zu Kindern mit in Deutschland geborenen Eltern bleibt im Prinzip bestehen, verschärft sich sogar teilweise aufgrund des niedrigen Bildungsniveaus vieler neu Eingewanderter. Positiv bewertet die OECD jedoch, dass die Ergebnisse von Leistungstests „im Inland geborener Kinder von Eingewanderten […] deutlich besser als Anfang der 2000er Jahre“ ausgefallen seien. (S. 24) 
Die OECD fasst die positiven Aspekte der Entwicklung in Deutschland mit den Worten zusammen: „Deutschland hat in den letzten beiden Jahrzehnten erheblich in Integration investiert, und diese Bemühungen scheinen sich gelohnt zu haben. Die Integrationsergebnisse sind in Deutschland im internationalen Vergleich in vielerlei Hinsicht günstig. Die Unterschiede bei den Lebensbedingungen sind häufig kleiner als in anderen Ländern, und die Erwerbstätigenquoten der Eingewanderten sind im internationalen Vergleich hoch.“ (S. 34) 
Die OECD-Studie führt auch „vulnerable“ Gruppen an, die besonderer Förderung bedürften: (S. 16) 
- eingewanderte Frauen mit kleinen Kindern,
- weibliche Geflüchtete im Allgemeinen und
- Eingewanderte mit einem niedrigen Bildungsniveau.

Die OECD hält es zudem für geboten, „[d]ie Herausforderungen im Bereich der öffentlichen Wahrnehmung an[zu]gehen“. (S. 29) 

### Integrationsmonitoring
Seit 2011 wird in Deutschland im Rahmen der Integrationsministerkonferenz alle zwei Jahre eine länderübergreifende Auswertung zum Stand der Integration von Menschen mit Migrationshintergrund in den Bundesländern vorgelegt.
Verschiedene in Deutschland erstellte Integrationsberichte unterscheiden sich erheblich in der Anzahl der Indikatoren, der Dimensionen bzw. Bereiche der Untersuchungen und der Datenquellen; unter anderem wird hierfür der Mikrozensus ausgewertet. Im Zusammenhang mit Datenerhebungen zum Stand der Integration wird einerseits eine Gefahr einer „Ethnisierung“ der Integrationsdebatte, andererseits aber auch ein Bedarf nach aussagekräftigeren Erhebungen hervorgehoben. So führt beispielsweise Susanne Worbs, wissenschaftliche Mitarbeiterin beim Bundesamt für Migration und Flüchtlinge, folgende beim Integrationsmonitoring eingesetzten Unterscheidungen an:
- Personen mit und ohne Migrationshintergrund (gelegentlich: Personen mit Migrationshintergrund und Gesamtbevölkerung).
- Ausländische und deutsche Staatsangehörige. Ein Sonderfall hiervon ist der Vergleich von Eingebürgerten mit Ausländern derselben Herkunftsgruppe.
- Erste Generation (im Ausland Geborene) und zweite Generation (in Deutschland Geborene); alternativ eine Differenzierung nach Altersgruppen.
- Männer und Frauen.
- Ausgewählte Herkunftsländer bzw. -regionen. Diese Differenzierung ist am umstrittensten, unter anderem weil befürchtet wird, damit einer „Ethnisierung“ der Integrationsdebatte Vorschub zu leisten".[102]

Worbs betont aber auch:
„Ein Integrationsmonitoring verliert stark an Aussagekraft, wenn es sich nur auf heterogene Großgruppen wie ‚Ausländer‘ oder ‚Personen mit Migrationshintergrund‘ bezieht. Um dies zu vermeiden, wäre es sinnvoll, Aussagen mindestens über die wichtigsten Herkunftsgruppen zu treffen und dies mit der Analyse von soziodemografischen Faktoren, Milieu- und/oder sozialen Schichtzugehörigkeiten zu kombinieren.“
In Österreich wurde im Jahr 2010 ein Expertenrat für Integration eingerichtet, welcher die Umsetzung des österreichischen Nationalen Integrationsplans Integration (NAP.I) begleiten sollte. Seitdem wird durch den im Bundeskanzleramt angesiedelten Expertenrat jedes Jahr ein Integrationsbericht herausgegeben. Die Datenbasis dafür wurde im Jahr 2017 mit § 21 des österreichischen Integrationsgesetzes deutlich erweitert. Ergänzend dazu wird durch die Statistik Austria jedes Jahr ein "Statistisches Jahrbuch Migration und Integration" herausgegeben.
In der Bundeshauptstadt Wien wurde im Jahr 2007 ein "Integrations- und Diversitätsmonitoring" eingerichtet, dessen Berichte alle drei Jahre veröffentlicht werden. Der letzte Integrations- und Diversitätsmonitor der Stadt Wien wurde im Dezember 2020 präsentiert und behandelt neben dem Integrationsstand der Wiener Bevölkerung auch das Diversitätsmanagement der Verwaltung sowie die Diversität des städtischen Personals.

## Akteure
Integration ist ein wechselseitiger Prozess. Er setzt einerseits die Bereitschaft seitens der Einwanderer voraus, sich einzugliedern. Andererseits sind auch Voraussetzungen seitens der Aufnahmegesellschaft und der Organe des aufnehmenden Staates bzw. seiner Kommunen erforderlich – so etwa die Bereitschaft, Zuwanderung zu akzeptieren und Teilhabemöglichkeiten zu schaffen sowie Barrieren abzubauen. Völkerrechtliche Normen bilden in Rechtsstaaten zusammen mit den Regelungen der jeweiligen Verfassung des Aufnahmelandes einen Rahmen für den offiziell gewährten Handlungsspielraum der Akteure.
Shmuel N. Eisenstadt, der den Anpassungsprozess von Immigranten in Israel untersuchte und daraus allgemeine Prinzipien zu ziehen suchte, spricht von der Anpassung des Individuums und von der Absorption in die Aufnahmegesellschaft. Die soziale und gesellschaftliche Anpassung Einzelner hängt nach Eisenstadt entscheidend davon ab, dass die Aufnahmegesellschaft ihnen Chancen für die Anpassung im Sinne sozialer Interaktion und Partizipation gewährt. Anpassung umfasst nach Eisenstadt drei Aspekte: „das Erlernen und die Beherrschung von sozialen Rollen in den unterschiedlichen Bereichen von Gesellschaft; den Aufbau stabiler sozialer Beziehungen zu Mitgliedern der einheimischen Bevölkerung; den Aufbau und die Aufrechterhaltung einer positiven Identifikation mit der neuen sozialen Struktur und ihrem Wertesystem“.
Heute spricht man bei der Integration von der Sozialisation des Einzelnen, bei Kindern und Jugendlichen auch von der Erziehung bzw. der Enkulturation. Dabei kann sich auch eine hybride Zugehörigkeit ergeben (siehe hierzu: Formen der Akkulturation (Migrationsforschung) sowie Third Culture Kid).
Gelingt die Integration, hat das laut dem kanadischen Psychologen John W. Berry Vorteile für die Gesellschaft und vor allem auch für die psychosoziale Gesundheit der Zuwanderer. Von wird Integration und integratives Verhalten von Behörden und anderen Institutionen eingefordert, aber gleichzeitig unter bestimmten Bedingungen durch Anreize gefördert und honoriert. So werden beispielsweise bestimmte Integrationsleistungen für die Erteilung einer Niederlassungserlaubnis oder für die Erlaubnis zum Daueraufenthalt-EU vorausgesetzt. Insbesondere ist auch die Aufenthaltserlaubnis für gut integrierte Geduldete zu nennen: Auf dieser Basis können insbesondere junge Menschen bei entsprechender Integration nach sechs Jahren einen Aufenthaltstitel erhalten.
Des Weiteren kann in Deutschland nach § 10 Absatz 3 Satz 2 StAG die für einen Anspruch auf Einbürgerung erforderliche Mindestdauer von acht Jahren rechtmäßigen Aufenthalts auf sechs Jahre verkürzt werden, wenn besondere Integrationsleistungen nachgewiesen werden. Hierzu gehören insbesondere der Nachweis von deutschen Sprachkenntnissen, die „ausreichende Kenntnisse“ (nach § 10 Absatz 1 Satz 1 Nummer 6 StAG) übersteigen. Das Vorliegen besonderer Integrationsleistungen ist in den Vorläufigen Anwendungshinweisen des Bundesministeriums des Innern zum Staatsangehörigkeitsgesetz, Nummer 10.3.1 genauer gefasst: „Voraussetzung ist das Vorliegen besonderer Integrationsleistungen. Hierzu zählen deutsche Sprachkenntnisse, die die Voraussetzung der ausreichenden Sprachkenntnisse übersteigen müssen und daher auf dem Niveau B2 GER oder höher liegen sollen. Als weitere besondere Integrationsleistungen kommen z. B. eine längere ehrenamtliche Tätigkeit bei einer gemeinnützigen Organisation oder einem Verein in Betracht. Bei der Ermessensentscheidung ist in jedem Einzelfall eine Gesamtbetrachtung anzustellen, bei der auch mehrere Leistungen zusammen erst eine privilegierte Einbürgerung rechtfertigen können.“
Allgemein wird fehlende Integrationsbereitschaft als Begründung dafür angeführt, wenn „Integrationsverweigerer“ mit Sanktionen belegt werden sollen.
Seit 2009 besteht die Möglichkeit für eine Aufenthaltserlaubnis für gut integrierte Geduldete, mit Erweiterungen von 2011 und 2015. Dies bedeutet nicht, dass alle gut integrierten Personen ein Bleiberecht hätten. In Deutschland kommt dieses Thema vor allem dann in die Medien, wenn sich beispielsweise Nachbarn und Freunde, Betrieb und Kollegen oder auch Lehrer und Klassenkameraden an die Öffentlichkeit wenden, um einer drohenden Abschiebung einer gut integrierten, bisher geduldeten Person oder Familie entgegenzutreten. Besonders das Abführen von Schülern aus dem Unterricht stößt auf Kritik. Auf Medieninteresse stieß der Widerstand von Schülern, als im Mai 2017 eine Jugendliche in Duisburg und ein junger Erwachsener Nürnberg für die Abschiebung aus der Schule geholt wurden. Lehrer erklärten, die Schule müsse ein Schutzraum sein, damit Kinder sich sicher fühlen und unbelastet lernen können. Bayerische Lehrer verwahrten sich in einem offenen Brief dagegen, bei Abschiebungen mitzuwirken. Auch die Gewerkschaft Erziehung und Wissenschaft (GEW) und die Gewerkschaft der Polizei (GdP) kritisierten aus diesem Anlass Abschiebungen aus der Schule. Auch in der Kritik an der Abschiebung von 69 Afghanen aus Deutschland am 4. Juli 2018 wurde hervorgehoben, dass einige der Abgeschobenen gut integriert gewesen seien. In diesem Zusammenhang hob die Flüchtlingsorganisation Pro Asyl hervor, dass bei der Beurteilung von Einzelfällen durch die Härtefallkommission des jeweiligen Bundeslandes mit berücksichtigt wird, ob die Betroffenen gut integriert sind und eine Arbeitsstelle haben.
Der Chefredakteur von Die Welt, Ulf Poschardt, meint, dass Deutschland nur stabil bleibe, wenn die Integration gelinge. Der Zuwanderer habe die Aufgabe, sich positiv hervorzuheben: „Die Idee von Zuwanderung muss sein, es allen in der bestehenden Gesellschaft zu zeigen. Besonders fleißig, engagiert und erfolgreich zu sein, um die Andersartigkeit gegenüber den aufnehmenden Gesellschaften weniger als Makel denn als Versprechen zu inszenieren.“

### Staat und Gesellschaft
Für das Engagement von Einzelnen, sei es professionell oder ehrenamtlich, und den Einsatz von Organisation in diesem Bereich werden verschiedene Begriffe verwendet. So ist je nach Kontext beispielsweise von Integrationsarbeit, Integrationsprojekten und -programmen, Migrationssozialarbeit oder Flüchtlingsarbeit die Rede sowie auf politischer Ebene von Integrationspolitik. Das Handeln der Staatsorgane sowie der Kommunen muss die Rahmenvorgaben der oben genannten übernationalen Rechtsnormen und des Grundgesetzes einhalten.

### Wechselseitige Vereinbarungen
Einige Staaten sehen Integrationsvereinbarungen vor, die einerseits Verpflichtungen vorsehen, zum Beispiel in Bezug auf den Erwerb von Sprachkenntnissen oder die Teilnahme an Integrationskursen, und im Gegenzug mit besseren Bedingungen im Hinblick auf Geldleistungen oder Aufenthaltsrechte verknüpft sind. Integrationsvereinbarungen bestehen in Österreich seit 2003 und in der Schweiz seit 2007.
In Frankreich wurde ein freiwilliger Integrationsvertrag (Contrat d'accueil et d'intégration, CAI) 2003 in einem Pilotversuch in zwölf Départements eingeführt und 2006 auf ganz Frankreich erweitert; zum Juli 2016 wurde er durch den Contrat d'intégration républicaine (CIR) ersetzt. Die Unterzeichnung des Vertrags ist für die Zuwanderer nicht verpflichtend, wird er jedoch unterzeichnet, ist er verbindlich; wer sich gegen den Vertrag entscheidet, muss mit Nachteilen bei der Erteilung eines dauerhaften Aufenthaltstitels rechnen.
In Deutschland sind Vereinbarungen auf Bundes- oder Länderebene vorgeschlagen worden. Für bestimmte Personen besteht eine Verpflichtung zur Teilnahme am Integrationskurs, mit deren Erfüllung beispielsweise Leistungen nach dem SGBII verbunden sind. Darüber hinaus werden freiwillige Integrationsvereinbarungen in der Migrationsberatung für erwachsene Zuwanderer eingesetzt.

## Gesellschaftliche Debatte
Es bestehen verschiedene Thesen, wie eine durch Migration geprägte Gesellschaft geprägt ist. Bei einer multikulturellen Gesellschaft wird davon ausgegangen, dass Menschen unterschiedlicher Nationalitäten, Sprachen, Religionen und Ethnien friedlich zusammenleben können und die verschiedenen Kulturen, Traditionen, Lebensstile und/oder Vorstellungen von Werten und Ethik bewahrt werden können.
Beim Ansatz des Cultural Mainstreaming wird die kulturelle Vielfalt als eine Ressource aufgefasst. Bei der Durchführung von Veränderungen sollen diesem Ansatz zufolge die Auswirkungen auf die Lebenswelt von Menschen mit Migrationshintergrund stets mit einbezogen werden. Dabei können sowohl die Anpassung der Zugewanderten als auch Veränderungen bei der Mehrheitsgesellschaft erforderlich werden.
Es bestehen aber auch Sichtweisen, die diese Ideen für unrealistisch oder falsch halten. So plädierte Seyran Ateş in ihrem 2007 erschienenen Buch Der Multikulti-Irrtum für eine „transkulturelle Gesellschaft“, in der Zuwanderer jeweils in mindestens zwei Kulturen zuhause sind, und zwar sowohl in ihrer Herkunftskultur als auch in der Kultur ihrer Aufnahmegesellschaft. Bei unüberbrückbaren Gegensätzen zwischen beiden Kulturen habe aber die Kultur der Aufnahmegesellschaft Vorrang. Der Politologe Bassam Tibi schrieb 2001: „Integration erfordert, in der Lage zu sein, eine Identität zu geben. Zu jeder Identität gehört eine Leitkultur!“ Der Begriff Leitkultur wird seitdem in der gesellschaftlichen Debatte verwendet. Dieser Begriff wird auch mit dem in der Verfassungsrechtsprechung üblichen Begriff der „Freiheitlichen demokratischen Grundordnung“ in Verbindung gebracht.
Bezüglich der Wertebasis einer pluralen Gesellschaft entzünden sich wissenschaftliche und gesellschaftliche Auseinandersetzungen an der Frage, inwieweit religiös geprägte Wertesysteme eine Integration erleichtern oder erschweren. Uneinigkeit besteht selbst darüber, welche Bedeutung und Gewichtung dieser Frage denn zuzumessen sei.
Die Integration von Zugewanderten erfordert laut dem deutschen Politikwissenschaftler Stefan Luft „integrationspolitischen Realismus jenseits von Multikulturalismus und Kulturpessimismus“.

### Wertvorstellungen
Zuwanderer und Angehörige der Aufnahmegesellschaft unterscheiden sich kaum bei der Bewertung von grundlegenden gemeinschaftlichen Werten wie "Respekt gegenüber dem menschlichen Leben", "Respekt gegenüber anderen Religionen und Kulturen", "Wertschätzung von Frieden, Demokratie, Solidarität, Gerechtigkeit", "Respektierung von Gesetz, Ordnung und Rechtsstaatlichkeit". Diese Werte werden jeweils von rund 90 Prozent als wichtig erachtet.
Muslime haben leicht geringere Zustimmungswerte in Themen der Geschlechtergleichberechtigung: Rund 17 % der Muslime in Deutschland haben "Ansichten, die zumindest teilweise frauenbenachteiligend sind" (Bei Christen in Deutschland liegt der Wert bei 11 %). Zuwanderer mit einer sehr geringen formalen Bildungsqualifikation stimmen weniger häufig für eine Chancengleichheit von Mann und Frau.

### Sicherheitslage und Radikalisierungsprävention

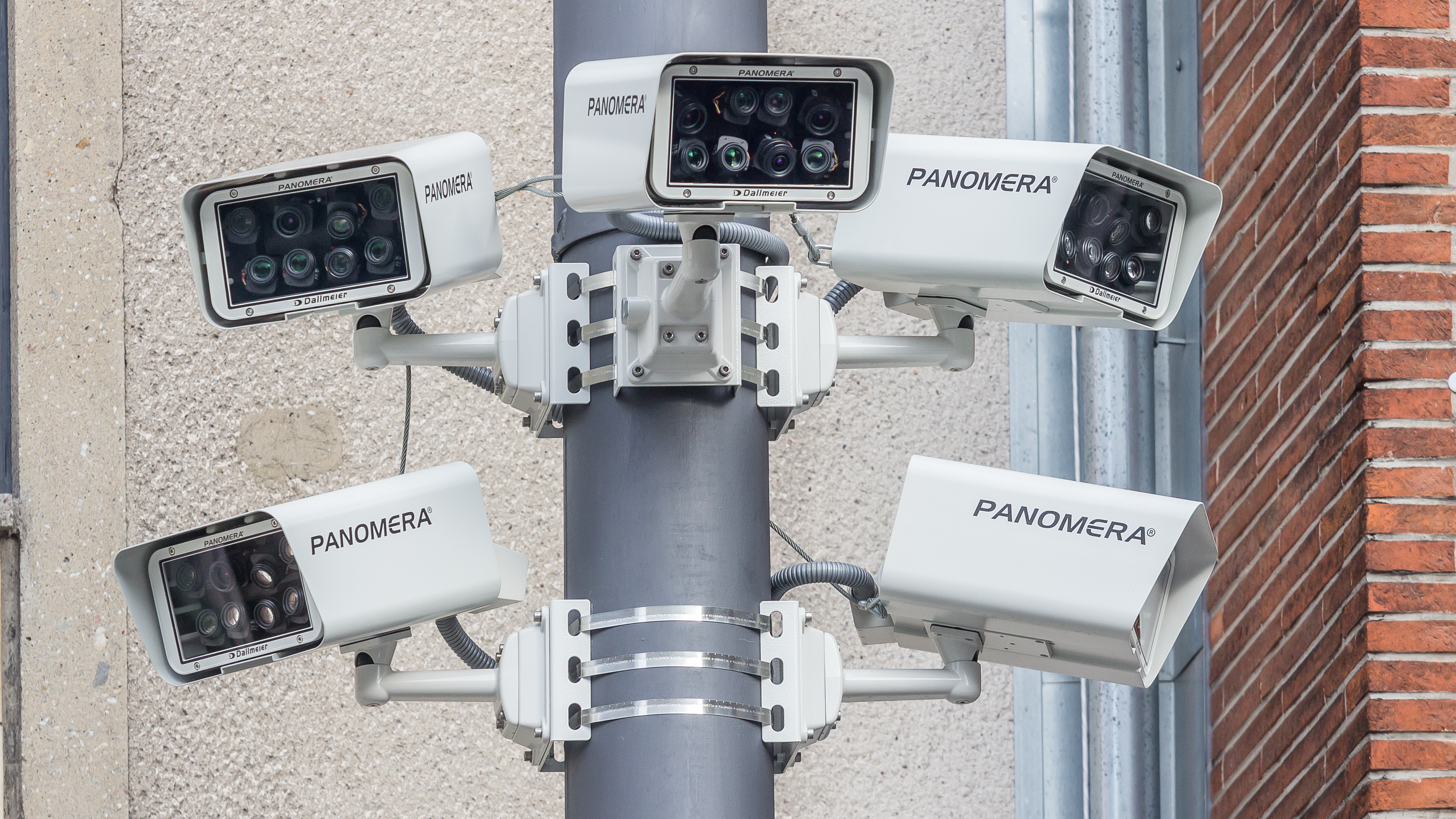
Nach den Übergriffen in Köln auf dem Kölner Bahnhofsvorplatz installierte Multifocal-Sensorsysteme

Im Zuge der europäischen Flüchtlingskrise begann angesichts der großen Zahl von Flüchtlingen und Migranten und Vorkommnissen wie zahlreicher rassistischer Übergriffe auf Flüchtlingsheime und sexueller Übergriffe auf schätzungsweise über 1.200 Frauen in der Silvesternacht 2015/16 eine Debatte um die gesellschaftliche Bewältigung von Zuwanderung und Integration. In der Folge wurden, vor allem zu Silvester, in Köln und weiteren Städten die allgemeinen Sicherheitsvorkehrungen und die Polizeipräsenz in Innenstadtbereichen deutlich erhöht.
Nach einer Serie von Anschlägen und Attentaten im Juli 2016 kam es zu politischen Diskussionen, einerseits vor allem in Bezug auf die Prävention von Radikalisierung und von terroristischen Anschlägen, insbesondere durch islamistischen Terrorismus, andererseits im Hinblick auf die Alltäglichkeit bestimmter Delikte, etwa des Angrapschens in Menschenmengen und sexueller Belästigungen in Freibädern.
Marwan Abou-Taam, ein beim Landeskriminalamt von Rheinland-Pfalz tätiger Islamwissenschaftler, hält vor allem die dritte Generation muslimischer Zuwanderer, die sowohl von ihren Eltern als auch von der deutschen Mehrheitsgesellschaft Zurückweisung erfahre, für anfällig für Extremismus. In Frankreich wird eine anhaltende Diskussion um die Ursachen der Entstehung von Parallelgesellschaften und der Radikalisierung in den Vorstädten – den sogenannten Banlieues – geführt. Der Sozialwissenschaftler Gilles Kepel erklärte 2012 gegenüber der Neuen Zürcher Zeitung, angesichts der Situation in den Vorstädten sei ein „Quantensprung in der Erziehungspolitik“ nötig, der allen Schulabgängern zumindest eine reale Chance gebe, Arbeit zu finden. Er erklärte 2016 gegenüber dem Tages-Anzeiger, dass die „schlecht integrierten, arbeitslosen muslimischen Jugendlichen der französischen Vorstädte“ ein Rekrutierungspotenzial für den Jihadismus darstellten. Der Islamforscher Olivier Roy äußerte hingegen nach den Anschlägen von Brüssel im März 2016 die These, eine Radikalisierung sei keine Folge gescheiterter Integration; junge Männer würden einen radikalen Bruch zur Elterngeneration vollziehen und sich für 'bessere' Muslime halten als ihre Eltern. Es gebe auch eine „Faszination für Suizid“ und „Gewaltphantasien“ unter jungen Menschen.

## Wirtschaftliche Aspekte
Zwischen 2005 und 2013 wurden in Deutschland vom Bund über 1,4 Milliarden Euro für das System der Integrationskurse ausgegeben.
Im Jahr 2016 gab die Bundesregierung nach eigenen Angaben rund 21,7 Milliarden Euro für die Bewältigung der Flüchtlingskrise aus, darunter 2,1 Milliarden Euro für Integrationsleistungen. Eine Studie des Zentrums für Europäische Wirtschaftsforschung (ZEW) im Auftrag der Heinrich-Böll-Stiftung sprach von rund 400 Milliarden Euro zusätzlicher Kosten oder aber 20 Milliarden Euro zusätzlicher Staatseinnahmen, je nachdem, wie die (Arbeits-)Integration gelinge. Allerdings lassen sich die Gesamtkosten und -erträge, die sich insgesamt aus der Flüchtlingskrise ergeben, laut Clemens Fuest, dem Präsidenten des Ifo-Instituts, „kaum seriös beziffern“.
Im Bundeshaltsplan 2017 waren rund 610 Millionen Euro für die Durchführung von Integrationskursen nach IntV vorgesehen.
Die Organisation für wirtschaftliche Zusammenarbeit und Entwicklung (OECD) unterstrich Anfang 2016 in einem Leitfaden die Bedeutung der Integration und betonte zugleich, sie dürfe „jedoch nicht auf Kosten der Unterstützung anderer benachteiligter Gruppen – einschließlich bereits ansässiger Migranten und deren Kinder geschehen“. In diesem Leitfaden gab sie zehn Empfehlungen, die hier im Wortlaut wiedergegeben sind:
1. Humanitären Zuwanderern und Asylsuchenden mit hoher Bleibeperspektive so rasch wie möglich Aktivierungs- und Integrationsmaßnahmen anbieten.
2. Den Arbeitsmarktzugang für Asylsuchende mit hoher Bleibeperspektive erleichtern.
3. Beschäftigungsaussichten bei der Verteilung berücksichtigen.
4. Im Ausland erworbene Qualifikationen, berufliche Erfahrungen und Kompetenzen von Flüchtlingen erfassen und beurteilen.
5. Die zunehmende Heterogenität humanitärer Zuwanderer berücksichtigen und bedarfsgerechte Ansätze entwickeln.
6. Psychische und physische Erkrankungen frühzeitig erkennen und geeignete Hilfen anbieten.
7. Unterstützungsprogramme für unbegleitete Minderjährige entwickeln, die bei ihrer Ankunft nicht mehr im schulpflichtigen Alter sind.
8. Die Zivilgesellschaft in die Integration humanitärer Zuwanderer einbeziehen.
9. Gleichen Zugang zu Integrationsleistungen für humanitäre Zuwanderer im ganzen Land fördern.
10. Der Tatsache Rechnung tragen, dass die Integration von sehr geringqualifizierten humanitären Zuwanderern langfristige Schulungs- und Fördermaßnahmen erfordert.

## Einzelne Staaten

### Deutschland
In der Theorie Sozialer Desintegration wird Integration als ein gelungenes Verhältnis von Freiheit und Bindung aufgefasst, wobei drei Dimensionen betrachtet werden: die sozialstrukturelle, institutionelle und personale Dimension. Gelingt die Integration nicht und kommt es zu Desintegration, führt dies zu einem Verlust von gesellschaftlichem Zusammenhalt und ist letztendlich Ursache von Gewalt.

#### Integration von geflohenen und zwangsausgesiedelten Deutschen aus Osteuropa
Nicht als Einwanderer zählten die von Kriegsende bis 1950 über 8 Millionen in der BRD und fast vier Millionen in der DDR aufgenommenen Heimatvertriebenen. In der DDR bildeten diese Vertriebenen – auch „Umsiedler“ genannt – fast ein Viertel der Bevölkerung, und vor allem auf dem Lande erlebten sie zunächst Ausgrenzung und Abstieg. Bis zum Bau der Berliner Mauer 1961 gab es zudem über 4,3 Millionen Übersiedler aus der DDR in die BRD und nahezu 400.000 Übersiedler aus der BRD in die DDR. Die DDR-Flüchtlinge integrierten sich in der BRD, ohne eine Identität als Gruppe auszubilden, und sie hatten von vornherein die deutsche Staatsangehörigkeit.
Seit 1950 wurden zudem etwa 4,5 Millionen (Spät-)Aussiedler aufgenommen.

#### Aussiedler und Spätaussiedler seit den Ostverträgen

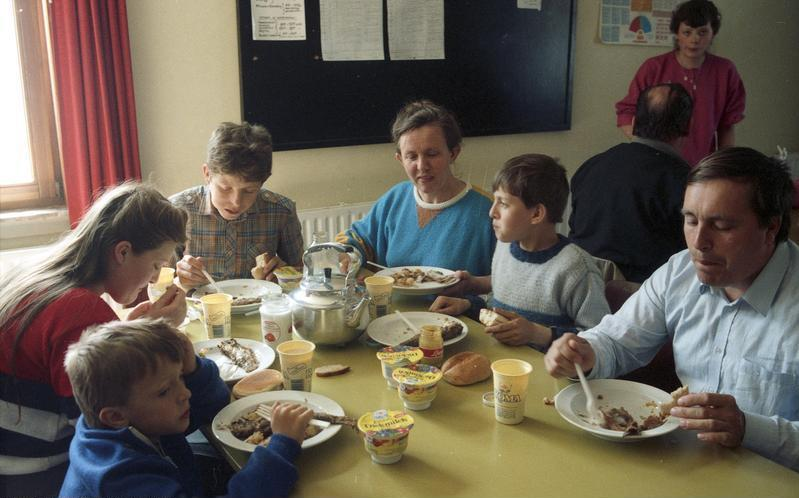
Aussiedler beim Essen, 1988 im Lager Friedland

Obwohl Aussiedler und Spätaussiedler ähnliche Integrationsprobleme hatten und teilweise noch haben, wie ausländische Migranten und deren Nachkommen. und obwohl der Migrationsforscher Jannis Panagiotidis dafür plädiert, die Entwicklung Deutscher aus Russland, die nach 1991 nach Deutschland zugewandert sind, unter der Kategorie „postsowjetische Migration“ zu analysieren, wehren sich viele Betroffene und ihre Verbände dagegen, als „Migranten“ betrachtet zu werden. Diese Bevölkerungsgruppe hat häufig einen schnellen Zugang zur deutschen Staatsbürgerschaft sowie teilweise schon bei der Einwanderung gute Deutschkenntnisse.
In der Theorie Sozialer Desintegration wird Integration als ein gelungenes Verhältnis von Freiheit und Bindung aufgefasst, wobei drei Dimensionen betrachtet werden: die sozialstrukturelle, institutionelle und personale Dimension. Gelingt die Integration nicht und kommt es zu Desintegration, führt dies zu einem Verlust von gesellschaftlichem Zusammenhalt und ist letztendlich Ursache von Gewalt.

#### Anwerbepolitik unter der Annahme der Rückkehr
Zu den größten Zuwanderergruppen und ihren Nachkommen zählt die türkischstämmige Bevölkerung in Deutschland. Unter der ausländischen Bevölkerung sind Türkeistämmige (Türken, Kurden, Assyrer und Armenier), Polen und Italiener (2015 mit circa 1,5 Millionen, 0,7 Millionen und 0,6 Millionen) am stärksten vertreten. (Siehe hierzu auch: Einwanderung nach Deutschland.)

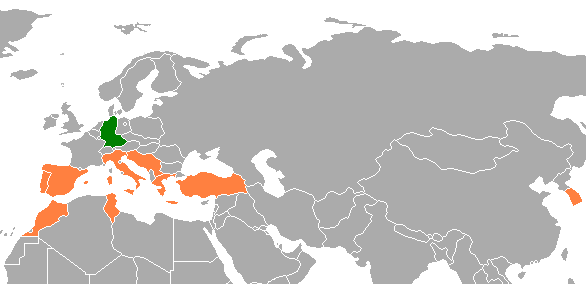
Anwerbeabkommen der Bundesrepublik Deutschland 1955 bis 1968, orange eingefärbt die Herkunftsstaaten

Von 1955 bis 1973 kamen aufgrund von Anwerbeabeinkommen mit Italien, Spanien, Griechenland, der Türkei, Marokko, Südkorea, Portugal, Tunesien und Jugoslawien ungefähr 14 Millionen Gastarbeiter in die Bundesrepublik; etwa 11 Millionen kehrten in die Heimat zurück.

Serie Europa: Integration von Migranten aus der Sicht der Jugendlichen. Deutsche Briefmarke, 2006

Im Nachkriegsdeutschland war die Integration ausländischer Zuwanderer lange Zeit nicht Teil des politischen Diskurses. Dem lag die Annahme zugrunde, dass die mehrheitlich als Hilfsarbeiter beschäftigten Gastarbeiter nach einigen Jahren in ihre Heimat zurückkehren würden. Migrationsforscher Olaf Kleist hebt hervor, bei der Gastarbeiter-Anwerbung der 1960er-Jahre „war eine gewisse Ghettobildung teilweise gewollt. Für die Kinder von Gastarbeitern gab es extra Schulklassen. Die Integration sollte verhindert werden, weil man immer davon ausging, die Gastarbeiter blieben nur vorübergehend in Deutschland.“ Und in der DDR lebten die Vertragsarbeiter deutlich abgetrennt von den Bürgern.
Die Annahme, die meisten Gastarbeiter würden zurückkehren, stellte sich allerdings mit der Zeit als falsch heraus. Seit ungefähr 2005 gewann die Integrationspolitik in Deutschland an Bedeutung.
Die Gastarbeiter aus der Türkei waren für un- und angelernte Tätigkeiten angeworben worden und weisen sowohl in der ersten als auch in der zweiten Generation unterdurchschnittliche Deutschkenntnisse, eine außerordentlich starke Begrenzung von Freundschaftnetzwerken auf die eigene ethnische Gruppe und die schlechteste Arbeitsmarktintegration auf. Aus dem Iran hingegen gab es eine Flucht von Eliten mit hohem Bildungsniveau und relativ gering ausgeprägter Religiosität. Die meisten von ihnen sind gut integriert. Entscheidend für den Integrationserfolg ist also die soziale Herkunft der Eltern.

#### Integrationspolitik seit circa 2005
Die Grundsätze der staatlichen Integrationsmaßnahmen sind in §§ 43 bis 45 des am 1. Januar 2005 in Kraft getretenen Aufenthaltsgesetzes (AufenthG) niedergelegt, ergänzt durch die IntV (IntV). Weitere Regelungen gelten für bestimmte Ausländer – etwa für EU-Bürger, Asylsuchende, Heimatlose, Angehörige der Streitkräfte.
Im Zuwanderungsgesetz, welches die Erstfassung des Aufenthaltsgesetzes enthielt, wurde 2005 erstmals der Begriff der „Integration“ in einer migrationspolitischen Gesetzgebung verwendet. In diesem Zusammenhang wurden auch die heutigen Integrationskurse eingeführt.
Zuvor war in der Begründung für die Neufassung des Ausländergesetzes von 1990 die Rolle des Rechts der Ausweisung mit Bezug auf die Integration thematisiert worden. Der Gesetzgeber hatte damals erklärt, das Recht der Ausweisung schaffe Klarheit über die möglichen Gründe der Aufenthaltsbeendigung und ermögliche es somit Ausländern, „ihren Aufenthalt im Bundesgebiet so zu gestalten, daß sie keinen Anlaß für eine Aufenthaltsbeendigung bieten.“ Das Ausweisungsrecht sei daher „eine — zumutbare — Grundlage der Integration“, denn „[w]er sich innerhalb der Grenzen der Ausweisungsgründe hält, ist vor einer Ausweisung geschützt.“
2005 wurde im Mikrozensus neben der bis dahin üblichen Unterscheidung in Ausländer und Deutsche erstmals eine Einteilung von Menschen deutscher Staatsbürgerschaft zur Untersuchung der Migration Zugewanderter und der Nachfolgegeneration vorgenommen: Der Mikrozensus unterscheidet Menschen seitdem im Hinblick auf ihren Migrationsstatus sowie auf eine eventuelle Migration ihrer Eltern nach 1949 in Menschen mit und ohne Migrationshintergrund. Hintergrund dieser Abgrenzung war laut BiB „die Frage nach dem Integrationsbedarf und der tatsächlichen Integration von Personen, die zwar die deutsche Staatsbürgerschaft haben, aber trotzdem über einen Migrationshintergrund verfügen (zum Beispiel Aussiedler, Eingebürgerte, Kinder ausländischer Eltern)“. Mit seiner Definition widersprach das BiB bereits 2005 der Behauptung, Aussiedler und Spätaussiedler seien keine Migranten, dürften also auch nicht in Untersuchungen zum Thema Migration einbezogen werden.
Im Koalitionsvertrag von 2005 wurde die Integrationspolitik als eine Querschnittsaufgabe aufgefasst. Zu Beginn der 16. Legislaturperiode wurde daher die Beauftragte für Migration, Flüchtlinge und Integration dem Bundeskanzleramt zugeordnet und als Staatsministerin aufgewertet. Ein Erster Integrationsgipfel wurde 2006 abgehalten und verabredet, einen Nationalen Integrationsplan zu erstellen. In der Folge fand 2007 die Integrationsministerkonferenz statt.
Die Integrationspolitik berührt als Querschnittsaufgabe verschiedenste Politikfelder und ist insbesondere mit der Migrationspolitik und der Sozialpolitik eng verknüpft. Während nach wie vor ein Schwerpunkt der Integrationspolitik auf der kommunalen Ebene liegt, ist nunmehr in jedem Bundesland ein Ministerium federführend mit dem Bereich Integration befasst. Auf Bundesebene und in fast jedem Bundesland wurde zudem das Amt eines Ausländer- bzw. Integrationsbeauftragten geschaffen.
Die Deutsche Islam Konferenz wurde vom Bundesminister des Innern im September 2006 als institutionalisierter Dialog-Prozess zwischen dem deutschen Staat und den Muslimen in Deutschland eröffnet.
In einer Veröffentlichung der Bundeszentrale für politische Bildung von 2012 wurde der Stand der Integration als „[t]rotz des Nationalen Integrationsplans aus dem Jahr 2007 […] nicht zufriedenstellend“ bezeichnet, da erhebliche Unterschiede zwischen Personen mit und ohne Migrationshintergrund fortbestehen. Selbst gut qualifizierte ausländische Arbeitskräfte wiesen eine höhere Betroffenheit von Arbeitslosigkeit und eine niedrigere Erwerbsbeteiligung auf als die entsprechenden Gruppen ohne Migrationshintergrund. Dabei wird hervorgehoben, dass die Integrationspolitik in Deutschland nun der Politik anderer westeuropäischer Staaten ähnele, dass Deutschland diesen Schritt aber erst sehr spät vollzogen habe.
Heute bezeichnet das Bundesministerium des Innern (BMI) die „Integration der auf Dauer und rechtmäßig in Deutschland lebenden Zuwanderinnen und Zuwanderer“ als „eine der wichtigsten innenpolitischen Aufgaben“, sowohl was die Gewährung von Rechten als auch die Beachtung von Pflichten betrifft. Zuvor hatte das BMI die Leitlinie „Fördern und Fordern“ betont, in der Tradition der aktivierenden Sozialpolitik, wie sie in Deutschland vor allem seit der Agenda 2010 praktiziert wird.
Nach einer Studie der Stiftung für Zukunftsfragen – eine Initiative von British American Tobacco – gingen 2016 lediglich 16 Prozent der Bürger davon aus, dass die Integration von Ausländern und Flüchtlingen im folgenden Jahr einfacher würde als zuvor. Für das Jahr 2030 erwarteten hingegen fast doppelt so viele der Befragten (30 %) eine Verbesserung der Situation – allen voran die unter 29-Jährigen (34 %).

#### Weitere Entwicklungen im Zuge der Flüchtlingskrise ab 2015
Besondere Brisanz erhielt das Thema Integration in der deutschen Politik 2015 im Zuge der Flüchtlingskrise.
Mit Inkrafttreten des Asylverfahrensbeschleunigungsgesetzes zum 24. Oktober 2015 wurden Integrationskurse auch für Asylbewerber und Geduldete, eine gute Bleibeperspektive vorausgesetzt, geöffnet. Flüchtlingsverbände kritisierten jedoch die unterschiedlichen Zugänge zu Integrationskursen je nach Bleibeperspektive: Pro Asyl äußerte die Auffassung, dass diese Sortierung in vielen Fällen dafür sorge, „dass die Integration von Menschen, die dauerhaft in Deutschland bleiben werden, unnötig verschleppt wird“.
Im Dezember 2015 legten die SPD-Politikerinnen Manuela Schwesig, Andrea Nahles, Barbara Hendricks, die Staatsministerin für Integration Aydan Özoguz und Malu Dreyer einen Zwölf-Punkte-Plan für Zusammenhalt und Integration in Deutschland vor. Das Integrationskonzept war auf Bildung als Schlüssel zu Integration und Teilhabe ausgerichtet und sah unter anderem 10.000 zusätzliche Stellen im Bundesfreiwilligendienst mit Flüchtlingsbezug, 80.000 zusätzliche Kita-Plätze, 20.000 zusätzliche Erzieherstellen und eine Ganztagsschul-Offensive vor. Im Sinne der Arbeitsmarktintegration sollten Flüchtlinge gleichzeitig an Sprachkursen und Maßnahmen zum Arbeitsmarkteinstieg teilnehmen, die Qualifikationen sollten schneller und unbürokratischer verlaufen und 100.000 zusätzliche Arbeitsgelegenheiten sollten im Umfeld der Flüchtlingshilfe geschaffen werden. Auch eine Förderung des Wohnungsbaus für 350.000 neue Wohnungen war vorgesehen. Auf eine Anfrage der Grünen hin bezeichnete die Bundesregierung dieses Integrationskonzept im Januar 2016 als ein „politisches Positionspapier“, das die Bundesregierung nicht kommentieren müsse. Katja Dörner wertete die Vorstellung dieses Plans im Nachhinein als eine „reine Show-Veranstaltung“.
Ende 2015 wurde der Bundesfreiwilligendienst mit Flüchtlingsbezug (§ 18 BFDG) eingeführt und der BFD mit 10.000 zusätzlichen, auf drei Jahre begrenzten Stellen ausgestattet. Seit 2016 bieten einige Bundesländer zusätzlich zum Integrationskurs einen Rechtsbildungsunterricht für Flüchtlinge an.
Im Mai 2016 beschloss die Bundesregierung einen Entwurf für ein Integrationsgesetz. Nach Änderungen wurde im Juli 2016 das Integrationsgesetz verabschiedet, das unter anderem eine Wohnsitzauflage für anerkannte Flüchtlinge, das Erfordernis von Integrationsleistungen für eine Niederlassungserlaubnis, einen teilweisen Verzicht auf die Vorrangprüfung, eine Ausweitung der Orientierungskurse und eine Duldung für die Dauer der Ausbildung und eventuelle weitere zwei Jahre vorsieht. Es trat überwiegend am 6. August 2016 in Kraft.
Im Zuge der Flüchtlingskrise in Deutschland ab 2015 kam es zu verstärkten gesellschaftlichen Auseinandersetzungen über Islam und Islamismus, etwa mit Bezug auf die Scharia in westlichen Staaten der Gegenwart und die Rolle der Frau.
Es wurde wiederholt versucht, näher zu definieren, was die Integration bedeutet und was ihre Voraussetzungen sind. So erklärte beispielsweise Bundesinnenminister Thomas de Maizière, Flüchtlinge müssten zur Integration nicht nur das Grundgesetz anerkennen, sondern sich auch auf die deutsche Gesellschaft einlassen. Hierfür sei das Bekenntnis zum gewaltfreien Zusammenleben ebenso wichtig wie das Verstehen des Holocaust.
Aus den Flüchtlingsunterkünften wird berichtet, dass religiöse Minderheiten wie Jesiden und Christen von muslimischen Flüchtlingen schikaniert und als Ungläubige beschimpft werden.
Stefan Luft verweist zudem auf gewaltlegitimierende Männlichkeitsnormen, eine hohe Gewaltbereitschaft und Gewaltbelastung, die für Lehrer und Polizisten eine große Herausforderung bis hin zur Überforderung sein können, mit der sie nicht alleingelassen werden dürfen.
Ein strukturelles Problem besteht darin, dass Entscheidungen darüber, welcher Geflüchtete ein Bleiberecht hat, relativ lange dauern. Während dieses Zeitraums lässt es sich (auch durch Staatsorgane) nicht verhindern, dass gut Integrationsfähige und Integrationswillige bei der Integration in die deutsche Gesellschaft Fortschritte machen. Derartige Fortschritte setzen sich auch dann fort, wenn ein eigentlich Ausreisepflichtiger de facto nicht ausgewiesen werden kann, und zwar vor allem deshalb, weil ihm seine Staatsangehörigkeit nicht nachgewiesen werden kann bzw. weil das Land, dessen Staatsbürger er ist, ihn nicht aufnehmen will. „Gelingt“ es schließlich deutschen Staatsorganen doch, den Betreffenden abzuschieben, wird er oftmals aus einem Beziehungsgeflecht herausgerissen, in dem er (auch aus Sicht Deutscher) benötigt wird. Dieser Vorgang erscheint Kritikern als „Integrationsverweigerung von oben“.
Im Hinblick auf die Flüchtlingspolitik übte Pro Asyl 2018 Kritik an Plänen zu Ankerzentren, da die Isolation in solchen Zentren die Integration derjenigen, die in Deutschland bleiben würden, behindere.

#### Asylpolitik
Asylbewerber unterliegen im Hinblick auf ihre Integration zunächst starken Beschränkungen: einem Arbeitsverbot, der verpflichtenden zentralen Unterbringung in Flüchtlingsunterkünften und der Residenzpflicht. Derartige Regelungen stehen zwar dem Integrationsinteresse der Gesellschaft und des Individuums entgegen, sind aber darauf ausgerichtet, Anreize („Pull-Faktoren“) für das Ersuchen um Asyl in Deutschland zu verringern.
Die Regelungen zum Arbeitsmarktzugang von Flüchtlingen änderten sich im Laufe der Zeit erheblich. Die Genfer Flüchtlingskonvention gibt hierzu auch keine Vorgaben. Asylberechtigten wurde ab 1971 systematisch eine Arbeitserlaubnis erteilt, wobei von der Vorrangprüfung abgesehen wurde. Nach dem Anwerbestopp von 1973 galt für Geflüchtete ein Arbeitsverbot, das 1975 teilweise gelockert wurde, um die Kommunen finanziell zu entlasten. Ab Anfang der 1980er Jahre erteilte die Bundesanstalt für Arbeit nunmehr Asylbewerbern während des ersten Jahres des Asylverfahrens keine Arbeitserlaubnisse mehr; ab 1982 galt dies für zwei Jahre. Baden-Württemberg (ab 1982) und Bayern (ab 1985) erteilten Asylbewerbern für die Dauer ihres Asylverfahrens ein generelles Arbeitsverbot. 1985/86 wurden Arbeitsverbote für die Dauer von fünf Jahren eingeführt. Im Zuge der Flüchtlingspolitik nach der Wiedervereinigung wurde dieses Verbot im Laufe des Jahres 1991 schrittweise auf ein Jahr reduziert, dann aufgehoben, 1992 wiedereingeführt und auf drei Monate festgesetzt und 1993 weiter verschärft. Im Rahmen des Blüm-Erlasses, der später in der Rechtsprechung als verfassungswidrig bezeichnet und danach zurückgenommen wurde, erhielten Asylbewerber von 1997 bis Ende 2000 unter der Begründung einer hohen Arbeitslosigkeit keinerlei Arbeitserlaubnis; später wurde der Arbeitszugang auf Basis einer Vorrangprüfung und Konditionenprüfung wieder ermöglicht. Der Zugang zum Arbeitsmarkt wurde 2005 mit dem Zuwanderungsgesetz neu geregelt.
Eine ausdrückliche, stichtagsabhängige „Bleiberechtsregelung“ für faktisch integrierte Ausländer wurde durch den Beschluss der Innenministerkonferenz vom 17. November 2006 eingeführt und zum 28. August 2007 durch gesetzliche, an den Stichtag des 1. Juli 2007 anknüpfende Regelungen konkretisiert und ergänzt (§ 104a und § 104b AufenthG). Später wurden sie durch Regelungen ergänzt, die dynamisch sind, d. h. an keine festen Stichtag gebunden sind: Zum 1. Januar 2009 (§ 18a AufenthG) und ergänzend zum 1. Juli 2011 (§ 25a AufenthG) sowie zum 1. August 2015 (§ 25b AufenthG) wurden Regelungen für eine Aufenthaltserlaubnis für gut integrierte Geduldete und ihre Kinder eingeführt.

#### Auswirkungen der COVID-19-Pandemie
Die COVID-19-Pandemie hat zusätzliche Integrationshürden bewirkt. Sprach- und Integrationsangebote wurden im Jahr 2020 in der Regel abgesagt oder online durchgeführt. Angesichts fehlender paralleler Kinderbetreuungsmöglichkeiten oder auch fehlender technischer Geräte oder Kenntnisse brachen viele die Teilnahme ab. Begegnungsmöglichkeiten für Flüchtlinge in Sammelunterkünften und Einheimische entfielen – etwa Kontakte zu ehrenamtlichen Helfern und Sport. Kinder von Migranten erhielten teils zu wenig Hilfe beim Homeschooling bzw. virtuellen Schulbesuch. Bildungsträger berichteten von Schwierigkeiten von Geflüchteten bei der Integration in den Arbeits- oder Ausbildungsmarkt, zumal Betriebe sich bei der Vergabe von Praktika zurückhielten. Das Münchner ifo-Institut berichtete von einer größeren Arbeitslosigkeit unter Flüchtlingen und Migranten ab Beginn der Pandemie als unter Deutschen, systemrelevante Bereiche wie die Pflege ausgenommen, in denen sie überrepräsentiert waren.

#### Integration von Flüchtlingen aus der Ukraine
Ab Februar 2022 kamen zahlreiche Kriegsflüchtlinge aus der Ukraine in andere europäische Staaten, darunter auch nach Deutschland. Die überwiegende Mehrheit der Geflüchteten sind Frauen und Kinder. Nachdem sie zunächst lediglich Leistungen nach dem Asylbewerberleistungsgesetz erhielten, haben sie seit dem 1. Juni 2022 Zugang zu regulären, durch das Jobcenter vermittelten Sozialleistungen.
Das Institut für Arbeitsmarkt- und Berufsforschung (IAB) bewertete den formalen Bildungsstand der ukrainischen Bevölkerung als „relativ hoch“. Das IAB betonte in diesem Zusammenhang den Bedarf an genügend qualitativ hochwertigen und flexiblen Betreuungsangeboten für Kinder, damit Frauen an Sprach- und Integrationskursen teilnehmen und dann in den Arbeitsmarkt integriert werden können. Laut Medienangaben nehmen ukrainische Hochqualifizierte aufgrund verschiedener Hürden – unter anderem Anforderungen an Sprachkenntnisse und Verzögerungen bei der Anerkennung von Ausbildungen – häufig Tätigkeiten an, für die sie überqualifiziert seien.

### Liechtenstein
Bei einer Zahl von unter 40.000 Einwohnern leben in Liechtenstein Menschen aus über 100 verschiedenen Nationen. Der Ausländeranteil in Liechtenstein lag 2010 mit 33 % hinter dem von Monaco (78 %), Andorra (64 %) und Luxemburg (43 %). Auf zwei Drittel der Arbeitsplätze arbeiten Ausländer, und die meisten von ihnen sind Pendler. Liechtenstein vergibt jährlich nur 72 Aufenthaltsbewilligungen an EWR-Bürger und 17 an Schweizer Staatsbürger. Liechtenstein hat eine Ausnahme von der für andere EWR-Staaten vorgeschriebenen Personenfreizügigkeit ausgehandelt, die es dem Land ermöglicht, derartige Kontingente für die Zuwanderung festzusetzen. EWR-Staatsangehörige mit Aufenthaltsbewilligung haben allerdings das Recht auf den vollumfänglichen Familiennachzug, und EU-Bürger dürfen sich drei Monate in Liechtenstein aufhalten, ohne sich anmelden zu müssen.
Integration ist in Liechtenstein ein gesamtgesellschaftliches Anliegen, und die Bemühungen, dort einen bewussten und sorgsamen Umgang mit Verschiedenheit und Vielfalt zu garantieren, richten sich an die Gesamtheit aller Gesellschaftsmitglieder: an Zugezogene und an Einheimische.
Die Grundsätze der Integration sind in § 6 des Ausländergesetzes (AuG) festgelegt, das Erfordernis des Sprachenlernens in § 5 des Gesetzes über die Freizügigkeit für EWR- und Schweizer Staatsangehörige (PFZG), die Bildungsförderung in §§ 1, 44 und 58 Berufsbildungsgesetz (BBG) und in §§ 1 und 16 bis 24 des Schulgesetzes sowie der Verordnung zum heimatsprachlichen Unterricht, die eine Förderung schulpflichtiger Kinder von Wanderarbeitnehmern in ihrer Muttersprache und in heimatkundlicher Landeskunde vorsieht.
Im Jahr 2007 verabschiedete die Regierung ein Grundsatzpapier zur Integrationspolitik Liechtensteins sowie im Jahr 2010 ein Integrationskonzept unter dem Titel „Integration – Stärke durch Vielfalt“. Im Grundsatzpapier von 2007 wurde ein „bewusster und sorgsamer Umgang mit Verschiedenheit und Vielfalt“ angemahnt. Das Integrationskonzept umfasste fünf Leitgedanken:
1. Potenziale nutzen – ressourcenorientiert (den „Defizitansatz“ überwinden), Schwerpunkte auf der Schulbildung und der Bewusstseinsbildung in den Familien
2. Vielfalt (er)leben – im Sinne von Diversity
3. Teilhabe ermöglichen und Zusammenhalt fördern – mit schrittweise Erreichen von Chancengleichheit und Chancengerechtigkeit im Bildungssystem, mit einer weiteren Öffnung ehrenamtlicher Tätigkeit für Ausländer und in Anlehnung an „interkulturelle Städte“
4. Gemeinsam Verantwortung übernehmen – zur langfristigen Sicherung der Lebensqualität
5. Mehrsprachigkeit fördern – mit Deutsch als „persönlicher Adoptivsprache“ der Zugewanderten.

Als Integrationsmodell wird ein Modell von Kenan Güngör verwendet (der sich auf Friedrich Heckmann und Hartmut Esser bezieht), mit den aufeinander aufbauenden Stufen der strukturellen, sozialen, kulturellen und identifikativen Integration. Im Jahr 2010 verfasste die Regierung ein auf den Grundsatz des Förderns und Forderns aufbauendes Integrationskonzept, mit fünf Leitgedanken, die eng an die zuvor aufgestellten fünf Leitgedanken anknüpften. Dessen Umsetzung stockte jedoch ab 2012, bedingt durch Sparpolitik und Umstrukturierungen. Aufforderungen bzw. Empfehlungen für Reformen sprach u. a. der Europarats-Kommission gegen Intoleranz und Rassismus (ECRI) aus. Sie betrafen insbesondere auf eine Stärkung der politische Partizipation ausländischer Einwohner, eine Abschaffung der Abstimmung durch Gemeindebewohner als reguläres Verfahren für die Einbürgerung sowie Verbesserungen der schulischen und beruflichen Integration. Der Menschenrechtsrat und ECRI nannten zudem Schritte gegen Rassendiskriminierung, Diskriminierung und Extremismus.

### Österreich
Der am 19. Januar 2010 im Ministerrat beschlossene Nationale Aktionsplan Integration (NAP.I) umfasst Maßnahmen zur Förderung der Integration von Migranten, EU-Bürgern bzw. Personen nicht-deutscher Muttersprache sowie von Asylberechtigten und subsidiär Schutzberechtigten. Seit Anfang 2016 definiert sich Österreichs bundesweite Integrationsstrategie durch den 50 Punkte — Plan zur Integration, der 50 Maßnahmen zur Integration von anerkannten Flüchtlingen und subsidiär Schutzberechtigten beinhaltet.
Am 28. März 2017 beschloss der Ministerrat das Integrationsgesetz, welches das Hauptziel hat, Integration zu fördern und zu fordern. In diesem Gesetz wird Integration als gesamtgesellschaftlicher Prozess bezeichnet, der „ein aufeinander abgestimmtes Vorgehen der unterschiedlichen staatlichen und zivilgesellschaftlichen Akteure“ erfordert und „einen aktiven Beitrag jeder einzelnen Person in Österreich im Rahmen ihrer eigenen Möglichkeiten“ voraussetzt (§ 2 IntG).
Das Integrationsgesetz sieht u. a. ein durchgängiges und bindendes System für Deutsch- und Wertekurse mittels einer verpflichtenden Integrationserklärung sowie eine bundesweit einheitliche Integrationsprüfung und höhere Qualitätsstandards vor. Ergänzend beschloss er am selben Tag das Integrationsjahrgesetz, das ab September 2017 ein verpflichtendes standardisiertes Integrationsprogramm – das „Integrationsjahr“ – für Asylberechtigte, für subsidiär Schutzberechtigte und für Asylwerbende mit hoher Anerkennungswahrscheinlichkeit vorsieht. Sie sind im Rahmen dieses Programms zur gemeinnützigen Tätigkeit verpflichtet und erhalten als Teil des Programms eine Kompetenzfeststellung sowie Deutsch- und Wertekurse.
Asylwerber, die seit mindestens 3 Monaten zum Asylverfahren zugelassen sind, dürfen in Privathaushalten für haushaltstypische Dienstleistungen mittels Dienstleistungsscheck beschäftigt werden.

### Schweiz
In der Schweiz ist die Integration von Ausländern in Artikel 4 des Bundesgesetzes über die Ausländerinnen und Ausländer (AuG) geregelt:
1. Ziel der Integration ist das Zusammenleben der einheimischen und ausländischen Wohnbevölkerung auf der Grundlage der Werte der Bundesverfassung und gegenseitiger Achtung und Toleranz.
2. Die Integration soll längerfristig und rechtmässig anwesenden Ausländerinnen und Ausländern ermöglichen, am wirtschaftlichen, sozialen und kulturellen Leben der Gesellschaft teilzuhaben.
3. Die Integration setzt sowohl den entsprechenden Willen der Ausländerinnen und Ausländer als auch die Offenheit der schweizerischen Bevölkerung voraus.
4. Es ist erforderlich, dass sich Ausländerinnen und Ausländer mit den gesellschaftlichen Verhältnissen und Lebensbedingungen in der Schweiz auseinandersetzen und insbesondere eine Landessprache erlernen.

Nach Artikel 2 der Verordnung über die Integration von Ausländerinnen und Ausländern (VIntA) ist das Ziel der Integration die chancengleiche Teilhabe der Ausländerinnen und Ausländer an der schweizerischen Gesellschaft. Nach Artikel 5 VIntA zeigt sich der Beitrag der Ausländerinnen und Ausländer zu ihrer Integration namentlich:
a. in der Respektierung der rechtsstaatlichen Ordnung und der Werte der Bundesverfassung;
b. im Erlernen der am Wohnort gesprochenen Landessprache;
c. in der Auseinandersetzung mit den Lebensbedingungen in der Schweiz;
d. im Willen zur Teilnahme am Wirtschaftsleben und zum Erwerb von Bildung.
Die Behörden berücksichtigen die Integration nach Artikel 3 VIntA bei ihrem Ermessen bezüglich der vorzeitigen Erteilung der Niederlassungsbewilligung.
Auch bei der Einbürgerung wird die Eingliederung in die Gemeinde berücksichtigt. Auf Basis der Bürgerrechtsverordnung vom 17. Juni 2016 bestehen seit dem 1. Januar 2018 bundesweite Integrationskriterien für Einbürgerungswillige.

### Weitere Staaten
In den Niederlanden sieht ein Integrationsgesetz (wet inburgering) für bestimmte Zuwanderer seit 2007 einen obligatorischen Test vor, der die Kenntnisse der niederländischen Sprache, Gesellschaft und bestimmter Aspekte des Arbeitsmarkts überprüft und nach dreieinhalb oder fünf Jahren abzulegen ist. Für im Ausland wohnende Personen mit Einwanderungswunsch legt ein weiteres Gesetz (wet inburgering in het buitenland) ähnliche Bestimmungen fest. Ein Nichtbestehen des Tests hat finanzielle Konsequenzen. Ein ab 2013 in Kraft getretenes Gesetz (wet inburgering 2013) verkürzt die Zeit bis zum Test auf drei Jahre und bestimmt zudem, dass Zuwanderer selbst für die Vorbereitung und die Kosten des Tests aufkommen müssen; es besteht aber die Möglichkeit, dafür einen Kredit zu erhalten. Bis einschließlich Mai 2016 waren allerdings 47.000 der 53.000 Personen, die den Test hätten bestehen müssen, ihrer Verpflichtung noch nicht nachgekommen.
Die Vereinigten Staaten sind seit je ein Einwanderungsland. Der in den USA weit verbreitete Gedanke des Melting Pot (engl. für: Schmelztiegel) geht von einer Angleichung der verschiedenen Kulturen aus. Die Vorstellung der Salad Bowl (engl. für: Salatschüssel) hingegen geht davon aus, dass die Eigenheiten verschiedener Kulturen nebeneinander bestehen bleiben. Migrantenkinder, die in den USA geboren sind, gelangen automatisch in den Besitz der amerikanischen Staatsbürgerschaft. Dennoch erfordert die Integration von Zuwanderern in die US-amerikanische Gesellschaft zumeist mehr als eine Generation: Kinder von Einwanderern erreichen regelmäßig höhere Standards mit Bezug auf Bildungsabschlüsse, berufliches Niveau und Wohneigentum als ihre Eltern.
In Kanada stellt die Einwanderung den größten Beitrag zum Bevölkerungswachstum dar. Einwanderer haben im Durchschnitt höhere Bildungsabschlüsse als die einheimische Bevölkerung. Das Land hat eine selektive Einwanderungspolitik mit einem Punktesystem, das qualifizierte Arbeitskräfte bevorzugt, indem es persönliche Fertigkeiten, Erfahrungen und das Alter berücksichtigt. Hinzu kommen Zielvorgaben zu Zahl und Herkunft der Einwanderer, ähnlich einem Quotensystem. Neuankömmlingen werden Integrationshilfen angeboten, die auch Sprachkurse umfassen, welche bereits im Herkunftsland absolviert werden können. Seit 2015 gelten keine berufsgruppenspezifische Quoten mehr bei der Einwanderung, internationale Abschlüsse werden zusätzlich überprüft, ein Arbeitsplatzangebot und Kenntnisse der englischen und französischen Sprache erhalten mehr Gewicht, und die Zahl der Einwanderer ist auf jährlich 230.000 bis 250.000 (Stand: 2016) begrenzt. Speziell in Bezug auf Flüchtlinge ist es in Kanada Privatpersonen und Initiativen möglich, privat zu sponsern. Die Sponsoren verpflichten sich, dem Flüchtling ein Jahr lang folgende Unterstützung zu gewähren: Hilfe bei der Suche nach einer Unterkunft, finanzielle Unterstützung, soziale und emotionale Unterstützung, Essen und Kleidung.
Laut Stefan Luft haben in Frankreich und Großbritannien fehlgeschlagene soziale und strukturelle Integration in Kombination mit divergierenden Wertvorstellungen zum Entstehen islamisch dominierter Parallelgesellschaften und zu einem erheblichen Konfliktpotential geführt, das sich im Ergebnis auch durch seit Jahrzehnten immer wieder aufflammende Unruhen ausdrückt. Es sei deshalb von zentraler Bedeutung, eine erfolgreiche Integration in das Bildungssystem und den Arbeitsmarkt zu erreichen und religiöse Intoleranz und Hass entschieden zu begegnen.
Auch Italien und das Vereinigte Königreich sehen private Flüchtlings-Sponsoring-Programme vor.

## Forschung und Lehre
Zu den Forschungseinrichtungen zur Integration zählen unter anderem das Berliner Institut für empirische Integrations- und Migrationsforschung (BIM) der Humboldt-Universität zu Berlin, das interdisziplinäre und interfakultative Institut für Migrationsforschung und Interkulturelle Studien (IMIS) der Universität Osnabrück, das Europäische Forum für Migrationsstudien (bis 2019), das 2011 gegründete Frankfurter Institut für empirische Migrations- und Integrationsforschung der Goethe-Universität Frankfurt am Main sowie die Stiftung für Türkeistudien und Integrationsforschung (Essen) des Landes Nordrhein-Westfalen. 
An einigen Universitäten werden diesbezüglich Programme, Abschlüsse oder Zertifikate angeboten, so der Master of Arts Internationale Migration und Interkulturelle Beziehungen an der Universität Osnabrück, der Internationale Bachelor-Studiengang Sozialwissenschaften: Migration und Integration an der Katholischen Hochschule Mainz, der Master of Science Migrations- und Integrationsmanagement am Department für Migration und Globalisierung der Donau-Universität Krems sowie die Zertifikate Internationales im Programm „Integration und Diversity an der Göttinger Universität“ (InDiGU) und Integration, Interkulturalität und Diversität an der Universität Passau.
Allgemeiner auf die Migration und Interkulturelles beziehen sich unter anderem der Master of Arts European Master in Migration and Intercultural Relations an der Universität Osnabrück, der Master of Arts Interkulturelle Bildung, Migration und Mehrsprachigkeit an der Pädagogischen Hochschule Karlsruhe und der Master of Arts „Migration und Diversität“ an der Christian-Albrechts-Universität zu Kiel.

## Kritik

### Kritik am Integrationsbegriff
Der Verband binationaler Familien und Partnerschaften gibt an, den Begriff „Integration“ nur ungern zu verwenden, weil die Gesellschaft etwas anderes brauche. Es gehe vielmehr um „das gemeinsame Vergewissern, Balancieren, Aushandeln, wo man gemeinsam steht und wo man zusammen hin möchte“, somit um die Gestaltung einer „inklusiven Gesellschaft“. In diesem Sinne befürwortet der Verband einen weiten Begriff von Inklusion, der über die Gruppe der Behinderten hinausführt: Inklusion dürfe nicht bei einer Gruppe der Gesellschaft stehenbleiben.
Naika Foroutan stellt fest, dass der Begriff „Integration“ in der Kritik steht, weil er im allgemeinen Verständnis immer noch vorrangig mit einer Anpassungsleistung im Sinne von Assimilation von Migranten und deren Nachkommen verbunden werde. Laut Foroutan sollte „der Versuch gewagt werden, den Integrationsbegriff nicht mehr nur einseitig auf Migranten und deren Nachkommen zu beziehen, sondern ihn auf die gesamte Gesellschaft auszuweiten“.
Kamuran Sezer, Soziologe und Initiator der TASD-Studie, hebt hervor, dass der deutschen Integrationsdebatte ein praktikabler Begriff von Integration fehlt. Es sei problematisch, hierfür allein die Kriterien der Kenntnis der deutschen Sprache, des Bildungsabschlusses und der Erwerbstätigkeit heranzuziehen.

### Kritik am Integrationskonzept
Paul Mecheril sieht den öffentlichen Diskurs über Integration als Reaktion darauf, dass das Phantasma des natio-ethno-kulturellen „Wir“ in eine Krise geraten sei. Die Rede von der „Integration“ der Anderen richte das Augenmerk vorrangig auf eine Unterscheidung zwischen „Wir“ und „Nicht-Wir“ und diene dazu, das „Wir“ überhaupt erst deutlich zu machen.
Bei der Betrachtung der Integration stehe das „Fördern und Fordern“ stärker im Fokus als die Betrachtung der Chancengleichheit im Sinne sozialer, ökonomischer, politischer und kultureller Rechte auf Teilhabe. Der Ruf nach der Einpassung an bestehende kulturelle Paradigmen basiere auf dem „Containermodell“ mit der Vorstellung einer homogenen Gesellschaft im Einwanderungsland. Aus einer Mainstreaming-Perspektive wird diesbezüglich auf die Normalität auch von transnationalen Lebensvollzügen – eines Lebens „quer zur nationalstaatlichen Grenzziehung“ – verwiesen.
Wilhelm Heitmeyer erklärte 2017 in einem Interview mit der Süddeutschen Zeitung, dass bei vielen Menschen in Deutschland ein wesentliches Element der Integration fehle: wahrgenommen und anerkannt zu werden. Er erläuterte: „Das gilt nicht nur für Zugewanderte und Flüchtlinge, sondern auch für Einheimische, vor allem für viele Menschen im Osten. Nach der Wiedervereinigung wurde bei vielen die Leistung eines ganzen Lebens entwertet“. Der Eindruck, Kontrolle über die eigene Biografie und über die Politik zu verlieren, führe „zu einer Demokratie-Entleerung und zu Desintegration“. Nötig sei eine „Integrationspolitik auch für alle Deutschen, die das Gefühl haben, ausgeschlossen zu sein“.
Die Fachkommission Integrationsfähigkeit plädierte in ihrem Bericht vom November 2020 für ein offeneres Verständnis von Integration: Der Integrationsbegriff müsse sich „von der einseitigen Ausrichtung auf Eingewanderte und ihre Nachkommen und die Integration von Schutzsuchenden lösen“, auf die er in den letzten Jahren verengt worden sei.
Anlässlich der Debatte um die Berliner Silvesternacht bezeichneten Manuela Bojadžijev und Robin Celikates den Diskurs um die Integration als eine „Spaltung von oben“. Sie verwiesen hierbei auf strukturelle Hindernisse im Aufenthaltsrecht, im Bildungssystem und bei der politischen Teilhabe. Es mangele an staatlichen Anstrengungen, und Hindernisse würden beim gesellschaftlichen Diskurs zu individuellem Versagen umdefiniert.

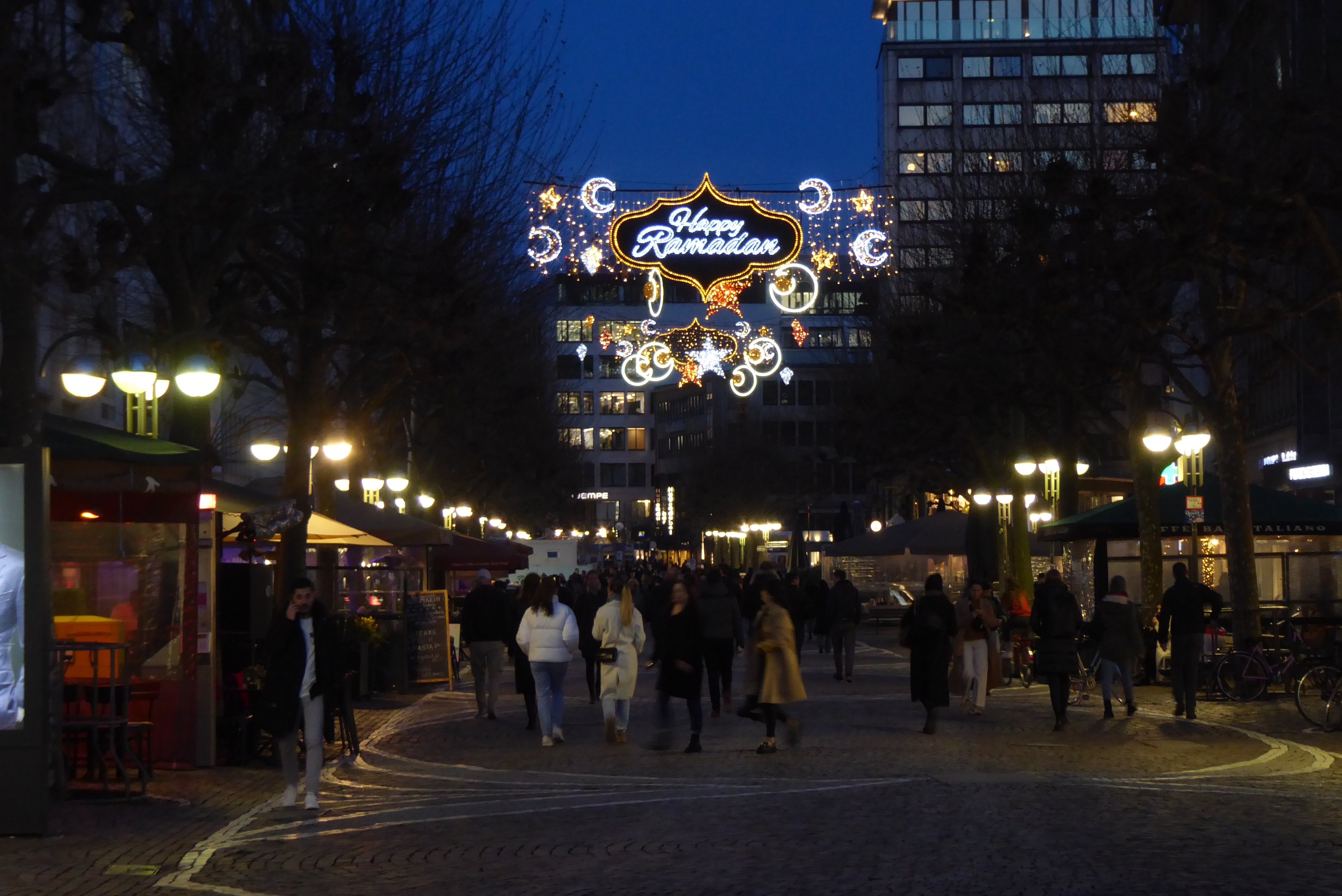
Beleuchtungsaktion der Stadt Frankfurt zur besseren Integration von Muslimen.

Im Zuge der Diskussion um das gewünschte Ausmaß der Diversität der deutschen Gesellschaft sorgte das Fußball-Länderspiel zwischen Deutschland und der Türkei im ausverkauften Berliner Olympiastadion am 18. November 2023 für mediales Aufsehen. Viele Beobachter hatten den Eindruck, es habe sich mitten in Berlin um ein Heimspiel der Türkei mit „viel Leidenschaft, vielen türkischen Fahnen und viel Polizei“ gehandelt. Die Sicherheitskräfte verzeichneten sowohl beim Marsch türkischer Anhänger als auch im Stadion vereinzelt den verbotenen Einsatz von Pyrotechnik. Ein Polizist sei bei einer Konfrontation mit der Faust geschlagen worden. Zudem zeigten den Angaben zufolge mehrere türkische Anhänger den Gruß der rechtsextremistischen Bewegung „Graue Wölfe“. FDP-Generalsekretär Bijan Djir-Sarai kommentierte das Verhalten Türkischstämmiger im Stadion und seinem Umfeld mit den Worten: „Es muss uns alle schmerzen, wenn in Deutschland geborene oder aufgewachsene Menschen bei einem Länderspiel in Deutschland die deutsche Nationalmannschaft auspfeifen“. Umstritten ist in diesem Zusammenhang die Frage, ob bzw. inwieweit in Deutschland Eingewanderte eine „deutsche Identität“ annehmen müssen bzw. wie viel „abweichendes Verhalten“ ihnen zugestanden werden soll. Das Verhalten der türkischstämmigen Fußballfans in Berlin kann auch als Ausdruck einer „hybriden Identität“ eingeordnet werden. Demnach besäßen die Fans sowohl eine deutsche als auch eine türkische Identität, was sie dazu befähige, je nach Situation ihre Identität als Deutsche oder als Türken zum Ausdruck zu bringen.